# Liste des églises de la Haute-Marne
La liste des églises de la Haute-Marne vise à situer les églises du département français de la Haute-Marne. Il est fait état des diverses protections dont elles peuvent bénéficier, et notamment les inscriptions et classements au titre des monuments historiques.
En ce qui concerne le culte catholique, les églises sont situées dans le diocèse de Langres.

## Statistiques

### Nombres
Le département de la Haute-Marne comprend 426 communes au 1er janvier 2023.
Depuis 2022, le diocèse de Langres compte 31 paroisses.

## Liste des églises catholiques classées par commune par ordre alphabétique
Le classement ci-après se fait par commune selon l'ordre alphabétique.
Il est fait état des diverses protections dont elles peuvent bénéficier, et notamment les inscriptions et classements au titre des monuments historiques.
| Église                                                                 | Commune                          | Adresse | Coordonnées                      | Notice         | Protection                                                                            | Date        | Illustration                                                         |
| ---------------------------------------------------------------------- | -------------------------------- | ------- | -------------------------------- | -------------- | ------------------------------------------------------------------------------------- | ----------- | -------------------------------------------------------------------- |
| Église Saint-Gengoulf d'Ageville                                       | Ageville                         |         | 48° 06′ 32″ nord, 5° 21′ 29″ est | « PA00078931 » | Inscrit MH                                                                            | 1928        | Église Saint-Gengoulf d'Ageville                                     |
| Église Saint-Sébastien d'Aigremont                                     | Aigremont                        |         | 48° 00′ 58″ nord, 5° 43′ 01″ est | « PA00078932 » | Inscrit MH                                                                            | 1926        | Église Saint-Sébastien d'Aigremont                                   |
| Église Saint-Martin d'Aillianville                                     | Aillianville                     |         | 48° 20′ 35″ nord, 5° 28′ 42″ est |                |                                                                                       |             | Église Saint-Martin d'Aillianville                                   |
| Église Saint-Remy d'Aingoulaincourt                                    | Aingoulaincourt                  |         | 48° 27′ 21″ nord, 5° 17′ 12″ est |                |                                                                                       |             | Église Saint-Remy d'Aingoulaincourt                                  |
| Église Saint-Georges d'Aizanville                                      | Aizanville                       |         | 48° 06′ 27″ nord, 4° 53′ 43″ est |                |                                                                                       |             | Image manquante Téléverser                                           |
| Église Notre-Dame-de-l'Assomption d'Allichamps                         | Allichamps                       |         | 48° 33′ 37″ nord, 4° 53′ 33″ est |                |                                                                                       |             | Église Notre-Dame-de-l'Assomption d'Allichamps                       |
| Église Saint-Bénigne d'Ambonville                                      | Ambonville                       |         | 48° 18′ 41″ nord, 5° 00′ 57″ est |                |                                                                                       |             | Église Saint-Bénigne d'Ambonville                                    |
| Église Saint-Louvent d'Andelot                                         | Andelot-Blancheville             |         | 48° 14′ 34″ nord, 5° 17′ 51″ est | « PA00078934 » | Inscrit MH                                                                            | 1925        | Église Saint-Louvent d'Andelot                                       |
| Église Saint-Nicolas de Blancheville                                   | Andelot-Blancheville             |         | 48° 13′ 25″ nord, 5° 15′ 36″ est |                |                                                                                       |             | Église Saint-Nicolas de Blancheville                                 |
| Abbatiale Saint-Nicolas de l'abbaye de Septfontaines de Blancheville   | Andelot-Blancheville             |         | 48° 13′ 57″ nord, 5° 15′ 35″ est |                |                                                                                       |             | Abbatiale Saint-Nicolas de l'abbaye de Septfontaines de Blancheville |
| Église de la Nativité-de-Notre-Dame d'Andilly-en-Bassigny              | Andilly-en-Bassigny              |         | 47° 55′ 20″ nord, 5° 31′ 32″ est |                |                                                                                       |             | Image manquante Téléverser                                           |
| Église Saint-Pierre d'Annonville                                       | Annonville                       |         | 48° 23′ 03″ nord, 5° 16′ 14″ est | « PA00078936 » | Inscrit MH                                                                            | 1925        | Image manquante Téléverser                                           |
| Église Saint-Laurent d'Annéville-la-Prairie                            | Annéville-la-Prairie             |         | 48° 11′ 47″ nord, 5° 05′ 03″ est |                |                                                                                       |             | Église Saint-Laurent d'Annéville-la-Prairie                          |
| Église Saint-Martin d'Anrosey                                          | Anrosey                          |         | 47° 50′ 08″ nord, 5° 40′ 23″ est |                |                                                                                       |             | Image manquante Téléverser                                           |
| Église Saint-Bénigne d'Aprey                                           | Aprey                            |         | 47° 45′ 51″ nord, 5° 13′ 24″ est |                |                                                                                       |             | Église Saint-Bénigne d'Aprey                                         |
| Église Saint-Jean-Baptiste d'Arbigny-sous-Varennes                     | Arbigny-sous-Varennes            |         | 47° 51′ 37″ nord, 5° 36′ 48″ est |                |                                                                                       |             | Église Saint-Jean-Baptiste d'Arbigny-sous-Varennes                   |
| Église Saint-Pierre-ès-Liens d'Arbot                                   | Arbot                            |         | 47° 50′ 58″ nord, 5° 00′ 36″ est | « PA00079216 » | Classé MH                                                                             | 1913        | Église Saint-Pierre-ès-Liens d'Arbot                                 |
| Église Saint-Martin d'Arc-en-Barrois                                   | Arc-en-Barrois                   |         | 47° 56′ 52″ nord, 5° 00′ 25″ est | « PA00078939 » | Inscrit MH                                                                            | 1928        | Église Saint-Martin d'Arc-en-Barrois                                 |
| Église Saint-Martin d'Aubepierre                                       | Arc-en-Barrois                   |         | 47° 54′ 55″ nord, 4° 56′ 06″ est | « PA00078940 » | Inscrit MH                                                                            | 1928        | Église Saint-Martin d'Aubepierre                                     |
| Église Saint-Pierre-ès-Liens de Montrot                                | Arc-en-Barrois                   |         | 47° 55′ 43″ nord, 5° 01′ 17″ est |                |                                                                                       |             | Image manquante Téléverser                                           |
| Église Notre-Dame-de-l'Assomption d'Arnancourt                         | Arnancourt                       |         | 48° 21′ 11″ nord, 4° 55′ 12″ est |                |                                                                                       |             | Église Notre-Dame-de-l'Assomption d'Arnancourt                       |
| Église Saint-Louvent d'Attancourt                                      | Attancourt                       |         | 48° 31′ 31″ nord, 4° 55′ 48″ est |                |                                                                                       |             | Église Saint-Louvent d'Attancourt                                    |
| Église de l'Assomption d'Aubepierre-sur-Aube                           | Aubepierre-sur-Aube              |         | 47° 54′ 55″ nord, 4° 56′ 06″ est |                |                                                                                       |             | Image manquante Téléverser                                           |
| Église Sainte-Anne d'Auberive                                          | Auberive                         |         | 47° 47′ 13″ nord, 5° 03′ 41″ est |                |                                                                                       |             | Église Sainte-Anne d'Auberive                                        |
| Église Saint-Remy d'Audeloncourt                                       | Audeloncourt                     |         | 48° 06′ 32″ nord, 5° 31′ 09″ est |                |                                                                                       |             | Image manquante Téléverser                                           |
| Église Saint-Didier d'Aujeurres                                        | Aujeurres                        |         | 47° 44′ 27″ nord, 5° 11′ 04″ est |                |                                                                                       |             | Église Saint-Didier d'Aujeurres                                      |
| Église Saint-Nicolas d'Aulnoy-sur-Aube                                 | Aulnoy-sur-Aube                  |         | 47° 49′ 59″ nord, 5° 01′ 57″ est |                |                                                                                       |             | Image manquante Téléverser                                           |
| Église Saint-Pierre d'Autigny-le-Grand                                 | Autigny-le-Grand                 |         | 48° 28′ 26″ nord, 5° 08′ 14″ est |                |                                                                                       |             | Image manquante Téléverser                                           |
| Église Notre-Dame-de-la-Nativité d'Autigny-le-Petit                    | Autigny-le-Petit                 |         | 48° 28′ 56″ nord, 5° 08′ 11″ est |                |                                                                                       |             | Église Notre-Dame-de-la-Nativité d'Autigny-le-Petit                  |
| Église Notre-Dame-de-la-Nativité de Saint-Martin-sur-la-Renne          | Autreville-sur-la-Renne          |         | 48° 06′ 58″ nord, 4° 58′ 34″ est |                |                                                                                       |             | Église Notre-Dame-de-la-Nativité de Saint-Martin-sur-la-Renne        |
| Église Saint-Barthélemy de Valdelancourt                               | Autreville-sur-la-Renne          |         | 48° 06′ 19″ nord, 5° 00′ 10″ est |                |                                                                                       |             | Image manquante Téléverser                                           |
| Église Saint-Pierre-ès-Liens d'Autreville-sur-la-Renne                 | Autreville-sur-la-Renne          |         | 48° 06′ 58″ nord, 4° 58′ 34″ est |                |                                                                                       |             | Image manquante Téléverser                                           |
| Église Saint-Vinebaud d'Avrecourt                                      | Avrecourt                        |         | 47° 57′ 45″ nord, 5° 32′ 17″ est | « PA52000024 » | Inscrit MH                                                                            | 2004        | Image manquante Téléverser                                           |
| Église Saint-Léger de Bailly-aux-Forges                                | Bailly-aux-Forges                |         | 48° 27′ 35″ nord, 4° 54′ 59″ est |                |                                                                                       |             | Image manquante Téléverser                                           |
| Église Saint-Pierre-ès-Liens de Baissey                                | Baissey                          |         | 47° 45′ 09″ nord, 5° 15′ 07″ est | « PA52000001 » | Inscrit MH                                                                            | 1996        | Église Saint-Pierre-ès-Liens de Baissey                              |
| Église Saint-Laurent de Bannes                                         | Bannes                           |         | 47° 54′ 14″ nord, 5° 23′ 53″ est |                |                                                                                       |             | Église Saint-Laurent de Bannes                                       |
| Église Saint-Barthélemy de Bassoncourt                                 | Bassoncourt                      |         | 48° 04′ 04″ nord, 5° 33′ 30″ est | « PA00078947 » | Inscrit MH                                                                            | 1925        | Image manquante Téléverser                                           |
| Église Saint-Bénigne-Saint-Louvent de Baudrecourt                      | Baudrecourt                      |         | 48° 23′ 40″ nord, 4° 57′ 54″ est | « PA00125384 » | Inscrit MH                                                                            | 1993        | Image manquante Téléverser                                           |
| Église Saint-Hippolyte de Bay-sur-Aube                                 | Bay-sur-Aube                     |         | 47° 49′ 13″ nord, 5° 03′ 45″ est | « PA00078948 » | Classé MH                                                                             | 1906        | Église Saint-Hippolyte de Bay-sur-Aube                               |
| Église de la Conversion-de-Saint-Paul de Prez-sur-Marne                | Bayard-sur-Marne                 |         | 48° 33′ 41″ nord, 5° 03′ 10″ est | « PA00078949 » | Inscrit MH Porche                                                                     | 1925        | Église de la Conversion-de-Saint-Paul de Prez-sur-Marne              |
| Église Saint-Joseph de Laneuville-à-Bayard                             | Bayard-sur-Marne                 |         | 48° 32′ 52″ nord, 5° 04′ 28″ est |                |                                                                                       |             | Image manquante Téléverser                                           |
| Église Saint-Martin de Gourzon                                         | Bayard-sur-Marne                 |         | 48° 32′ 41″ nord, 5° 05′ 14″ est |                |                                                                                       |             | Image manquante Téléverser                                           |
| Église Notre-Dame-de-la-Nativité de Beauchemin                         | Beauchemin                       |         | 47° 54′ 15″ nord, 5° 14′ 30″ est |                |                                                                                       |             | Église Notre-Dame-de-la-Nativité de Beauchemin                       |
| Église Notre-Dame-de-l'Assomption de Belmont                           | Belmont                          |         | 47° 43′ 23″ nord, 5° 32′ 42″ est |                |                                                                                       |             | Image manquante Téléverser                                           |
| Église Saint-Denis de Bettancourt-la-Ferrée                            | Bettancourt-la-Ferrée            |         | 48° 39′ 11″ nord, 4° 58′ 27″ est |                |                                                                                       |             | Image manquante Téléverser                                           |
| Église Saint-Étienne de Beurville                                      | Beurville                        |         | 48° 19′ 06″ nord, 4° 49′ 56″ est |                |                                                                                       |             | Église Saint-Étienne de Beurville                                    |
| Église Notre-Dame-de-la-Nativité du Puits-des-Mèzes                    | Biesles                          |         | 48° 08′ 04″ nord, 5° 16′ 23″ est |                |                                                                                       |             | Église Notre-Dame-de-la-Nativité du Puits-des-Mèzes                  |
| Église Saint-Pierre-Saint-Paul de Biesles                              | Biesles                          |         | 48° 05′ 08″ nord, 5° 17′ 42″ est |                |                                                                                       |             | Église Saint-Pierre-Saint-Paul de Biesles                            |
| Église de l'Immaculée-Conception de Bize                               | Bize                             |         | 47° 50′ 19″ nord, 5° 38′ 04″ est |                |                                                                                       |             | Image manquante Téléverser                                           |
| Église Saint-Martin de Blaisy                                          | Blaisy                           |         | 48° 10′ 23″ nord, 4° 59′ 48″ est |                |                                                                                       |             | Église Saint-Martin de Blaisy                                        |
| Église Saint-Pierre-Saint-Paul de Blessonville                         | Blessonville                     |         | 48° 03′ 30″ nord, 5° 00′ 30″ est |                |                                                                                       |             | Église Saint-Pierre-Saint-Paul de Blessonville                       |
| Église Saint-Laurent de Blumeray                                       | Blumeray                         |         | 48° 21′ 55″ nord, 4° 51′ 30″ est |                |                                                                                       |             | Église Saint-Laurent de Blumeray                                     |
| Église Notre-Dame de Blécourt                                          | Blécourt                         |         | 48° 22′ 50″ nord, 5° 05′ 02″ est | « PA00078951 » | Classé MH                                                                             | 1862        | Église Notre-Dame de Blécourt                                        |
| Église Sainte-Bologne de Bologne                                       | Bologne                          |         | 48° 12′ 08″ nord, 5° 08′ 30″ est | « PA00078953 » | Inscrit MH                                                                            | 1928        | Église Sainte-Bologne de Bologne                                     |
| Église Saint-Martin de Roôcourt-la-Côte                                | Bologne                          |         | 48° 12′ 52″ nord, 5° 08′ 49″ est |                |                                                                                       |             | Image manquante Téléverser                                           |
| Église Saint-Médard de Marault                                         | Bologne                          |         | 48° 11′ 11″ nord, 5° 06′ 24″ est |                |                                                                                       |             | Église Saint-Médard de Marault                                       |
| Église Saint-Pierre de Bonnecourt                                      | Bonnecourt                       |         | 47° 57′ 09″ nord, 5° 28′ 27″ est |                |                                                                                       |             | Image manquante Téléverser                                           |
| Église Saint-Marcellin de Villars-Saint-Marcellin                      | Bourbonne-les-Bains              |         | 47° 56′ 08″ nord, 5° 47′ 25″ est | « PA00078956 » | Classé MH Crypte ; Classé MH Chœur, abside, clocher et porte de la façade             | 1846 ; 1909 | Église Saint-Marcellin de Villars-Saint-Marcellin                    |
| Église Notre-Dame-de-l'Assomption de Bourbonne-les-Bains               | Bourbonne-les-Bains              |         | 47° 57′ 11″ nord, 5° 44′ 51″ est | « PA00078955 » | Classé MH                                                                             | 1875        | Église Notre-Dame-de-l'Assomption de Bourbonne-les-Bains             |
| Église Notre-Dame-de-la-Nativité de Genrupt                            | Bourbonne-les-Bains              |         | 47° 55′ 07″ nord, 5° 44′ 54″ est |                |                                                                                       |             | Image manquante Téléverser                                           |
| Église Notre-Dame-en-son-Assomption de Bourdons-sur-Rognon             | Bourdons-sur-Rognon              |         | 48° 09′ 58″ nord, 5° 20′ 58″ est | « PA00078959 » | Inscrit MH                                                                            | 1925        | Image manquante Téléverser                                           |
| Église de l'Immaculée-Conception de Bourg                              | Bourg                            |         | 47° 47′ 39″ nord, 5° 18′ 42″ est |                |                                                                                       |             | Église de l'Immaculée-Conception de Bourg                            |
| Église Notre-Dame-de-la-Nativité de Bourg-Sainte-Marie                 | Bourg-Sainte-Marie               |         | 48° 10′ 47″ nord, 5° 33′ 28″ est | « PA00078960 » | Inscrit MH Clocher-porche ainsi que l'ancien chœur conventuel                         | 1987        | Image manquante Téléverser                                           |
| Église Notre-Dame de Bourmont                                          | Bourmont-entre-Meuse-et-Mouzon   |         | 48° 11′ 34″ nord, 5° 35′ 19″ est | « PA00078962 » | Inscrit MH                                                                            | 1980        | Église Notre-Dame de Bourmont                                        |
| Église Saint-Martin de Gonaincourt                                     | Bourmont-entre-Meuse-et-Mouzon   |         | 48° 12′ 37″ nord, 5° 35′ 56″ est | « PA00078961 » | Inscrit MH Chœur                                                                      | 1925        | Église Saint-Martin de Gonaincourt                                   |
| Église Saint-Martin de Goncourt                                        | Bourmont-entre-Meuse-et-Mouzon   |         | 48° 14′ 26″ nord, 5° 36′ 29″ est |                |                                                                                       |             | Image manquante Téléverser                                           |
| Église Saint-Joseph de Bourmont                                        | Bourmont-entre-Meuse-et-Mouzon   |         | 48° 11′ 37″ nord, 5° 35′ 25″ est | « IA52000109 » |                                                                                       |             | Église Saint-Joseph de Bourmont                                      |
| Église Saint-Remy de Nijon                                             | Bourmont-entre-Meuse-et-Mouzon   |         | 48° 11′ 32″ nord, 5° 38′ 21″ est |                |                                                                                       |             | Image manquante Téléverser                                           |
| Église Saint-Pierre-ès-Liens de Bouzancourt                            | Bouzancourt                      |         | 48° 18′ 52″ nord, 4° 57′ 03″ est |                |                                                                                       |             | Église Saint-Pierre-ès-Liens de Bouzancourt                          |
| Église Saint-Pierre-ès-Liens de Brachay                                | Brachay                          |         | 48° 22′ 33″ nord, 5° 01′ 44″ est |                |                                                                                       |             | Image manquante Téléverser                                           |
| Église Saint-Loup de Brainville-sur-Meuse                              | Brainville-sur-Meuse             |         | 48° 10′ 42″ nord, 5° 35′ 15″ est | « PA00078964 » | Inscrit MH                                                                            | 1929        | Église Saint-Loup de Brainville-sur-Meuse                            |
| Église Saint-Antoine de Braux-le-Châtel                                | Braux-le-Châtel                  |         | 48° 05′ 58″ nord, 4° 56′ 41″ est | « PA00078966 » | Inscrit MH                                                                            | 1928        | Église Saint-Antoine de Braux-le-Châtel                              |
| Église Saint-Didier de Brennes                                         | Brennes                          |         | 47° 47′ 46″ nord, 5° 16′ 47″ est | « PA00078969 » | Inscrit MH Chœur                                                                      | 1925        | Église Saint-Didier de Brennes                                       |
| Église Notre-Dame-de-l'Assomption de Brethenay                         | Brethenay                        |         | 48° 09′ 20″ nord, 5° 08′ 10″ est | « PA00078970 » | Inscrit MH                                                                            | 1925        | Église Notre-Dame-de-l'Assomption de Brethenay                       |
| Église Saint-Martin de Breuvannes-en-Bassigny                          | Breuvannes-en-Bassigny           |         | 48° 04′ 02″ nord, 5° 37′ 36″ est | « PA00078975 » | Classé MH                                                                             | 1944        | Église Saint-Martin de Breuvannes-en-Bassigny                        |
| Église Saint-Georges de Meuvy                                          | Breuvannes-en-Bassigny           |         | 48° 05′ 04″ nord, 5° 32′ 51″ est |                |                                                                                       |             | Église Saint-Georges de Meuvy                                        |
| Église Saint-Remy de Breuvannes-en-Bassigny                            | Breuvannes-en-Bassigny           |         | 48° 05′ 37″ nord, 5° 36′ 37″ est |                |                                                                                       |             | Église Saint-Remy de Breuvannes-en-Bassigny                          |
| Église Saint-Étienne de Briaucourt                                     | Briaucourt                       |         | 48° 12′ 44″ nord, 5° 11′ 20″ est |                |                                                                                       |             | Église Saint-Étienne de Briaucourt                                   |
| Église Saint-Pierre-ès-Liens de Bricon                                 | Bricon                           |         | 48° 04′ 57″ nord, 4° 58′ 46″ est | « PA00078977 » | Inscrit MH                                                                            | 1987        | Église Saint-Pierre-ès-Liens de Bricon                               |
| Église Saint-Louvent de Brousseval                                     | Brousseval                       |         | 48° 29′ 30″ nord, 4° 58′ 05″ est |                |                                                                                       |             | Église Saint-Louvent de Brousseval                                   |
| Église Notre-Dame-de-la-Nativité de Bugnières                          | Bugnières                        |         | 47° 56′ 37″ nord, 5° 06′ 03″ est |                |                                                                                       |             | Église Notre-Dame-de-la-Nativité de Bugnières                        |
| Église Saint-Maurice de Busson                                         | Busson                           |         | 48° 19′ 35″ nord, 5° 21′ 36″ est |                |                                                                                       |             | Image manquante Téléverser                                           |
| Église Saint-Èvre de Buxières-lès-Clefmont                             | Buxières-lès-Clefmont            |         | 48° 05′ 38″ nord, 5° 27′ 32″ est | « PA00078978 » | Inscrit MH                                                                            | 1929        | Image manquante Téléverser                                           |
| Église Saint-Bénigne de Buxières-lès-Villiers                          | Buxières-lès-Villiers            |         | 48° 06′ 21″ nord, 5° 02′ 12″ est |                |                                                                                       |             | Église Saint-Bénigne de Buxières-lès-Villiers                        |
| Église Saint-Remy                                                      | Ceffonds                         |         | 48° 28′ 17″ nord, 4° 45′ 50″ est | « PA00078980 » | Classé MH                                                                             | 1862        | Église Saint-Remy                                                    |
| Église Saint-Éloi d'Anglus                                             | Ceffonds                         |         | 48° 23′ 56″ nord, 4° 44′ 23″ est |                |                                                                                       |             | Image manquante Téléverser                                           |
| Église Saint-Matthieu de Sauvage-Magny                                 | Ceffonds                         |         | 48° 24′ 46″ nord, 4° 44′ 18″ est |                |                                                                                       |             | Image manquante Téléverser                                           |
| Église Saint-Vinard de Celles-en-Bassigny                              | Celles-en-Bassigny               |         | 47° 54′ 54″ nord, 5° 32′ 32″ est |                |                                                                                       |             | Église Saint-Vinard de Celles-en-Bassigny                            |
| Église Saint-Maur-et-Sainte-Catherine de Celsoy                        | Celsoy                           |         | 47° 51′ 37″ nord, 5° 28′ 38″ est | « PA00078985 » | Classé MH                                                                             | 1909        | Église Saint-Maur-et-Sainte-Catherine de Celsoy                      |
| Église Saint-Didier de Cerisières                                      | Cerisières                       |         | 48° 18′ 33″ nord, 5° 04′ 59″ est |                |                                                                                       |             | Image manquante Téléverser                                           |
| Église Sainte-Madeleine de Chalancey                                   | Chalancey                        |         | 47° 40′ 37″ nord, 5° 08′ 23″ est | « PA00078988 » | Inscrit MH                                                                            | 1925        | Église Sainte-Madeleine de Chalancey                                 |
| Église Saint-Gengoulf de Chalindrey                                    | Chalindrey                       |         | 47° 48′ 14″ nord, 5° 25′ 37″ est |                |                                                                                       |             | Image manquante Téléverser                                           |
| Église Saint-Pierre-et-Saint-Paul de Chalvraines                       | Chalvraines                      |         | 48° 14′ 28″ nord, 5° 28′ 38″ est |                |                                                                                       |             | Image manquante Téléverser                                           |
| Église Saint-Martin de Choignes                                        | Chamarandes-Choignes             |         | 48° 06′ 28″ nord, 5° 10′ 16″ est | « PA00078990 » | Inscrit MH                                                                            | 1928        | Église Saint-Martin de Choignes                                      |
| Église Saint-Vallier de Chamarandes                                    | Chamarandes-Choignes             |         | 48° 05′ 32″ nord, 5° 09′ 23″ est |                |                                                                                       |             | Église Saint-Vallier de Chamarandes                                  |
| Église Saint-Thiébault de Chambroncourt                                | Chambroncourt                    |         | 48° 21′ 08″ nord, 5° 24′ 16″ est |                |                                                                                       |             | Image manquante Téléverser                                           |
| Église Notre-Dame de Chamouilley                                       | Chamouilley                      |         | 48° 36′ 20″ nord, 5° 02′ 40″ est |                |                                                                                       |             | Église Notre-Dame de Chamouilley                                     |
| Église Saint-Thiébault de Champigneulles-en-Bassigny                   | Champigneulles-en-Bassigny       |         | 48° 07′ 53″ nord, 5° 38′ 39″ est |                |                                                                                       |             | Église Saint-Thiébault de Champigneulles-en-Bassigny                 |
| Église Saint-Sébastien de Champigny-lès-Langres                        | Champigny-lès-Langres            |         | 47° 53′ 35″ nord, 5° 20′ 44″ est | « PA00078992 » | Inscrit MH                                                                            | 1926        | Église Saint-Sébastien de Champigny-lès-Langres                      |
| Église Notre-Dame-de-l'Assomption de Champigny-sous-Varennes           | Champigny-sous-Varennes          |         | 47° 52′ 01″ nord, 5° 38′ 48″ est |                |                                                                                       |             | Image manquante Téléverser                                           |
| Église Saint-Maurice de Bussières-lès-Belmont                          | Champsevraine                    |         | 47° 44′ 45″ nord, 5° 33′ 02″ est | « PA00078993 » | Inscrit MH Clocher et façade occidentale ; Inscrit MH Chapelle du Sacré-Cœur          | 1926 ; 1929 | Église Saint-Maurice de Bussières-lès-Belmont                        |
| Église Saint-Léger de Corgirnon                                        | Champsevraine                    |         | 47° 48′ 16″ nord, 5° 29′ 57″ est |                |                                                                                       |             | Image manquante Téléverser                                           |
| Église Saint-Louvent de Chancenay                                      | Chancenay                        |         | 48° 40′ 08″ nord, 4° 59′ 11″ est |                |                                                                                       |             | Image manquante Téléverser                                           |
| Église Saint-Rémi de Changey                                           | Changey                          |         | 47° 55′ 34″ nord, 5° 23′ 07″ est | « PA00078994 » | Inscrit MH Chœur ; Inscrit MH Clocher                                                 | 1927 ; 1942 | Image manquante Téléverser                                           |
| Église Notre-Dame-de-la-Présentation de Chanoy                         | Chanoy                           |         | 47° 55′ 23″ nord, 5° 17′ 13″ est |                |                                                                                       |             | Image manquante Téléverser                                           |
| Église Notre-Dame-de-la-Nativité de Chantraines                        | Chantraines                      |         | 48° 13′ 08″ nord, 5° 14′ 54″ est |                |                                                                                       |             | Église Notre-Dame-de-la-Nativité de Chantraines                      |
| Église Saint-Didier de Charmes                                         | Charmes                          |         | 47° 55′ 15″ nord, 5° 21′ 12″ est |                |                                                                                       |             | Image manquante Téléverser                                           |
| Église Saint-Étienne de Charmes-en-l'Angle                             | Charmes-en-l'Angle               |         | 48° 22′ 20″ nord, 5° 00′ 19″ est |                |                                                                                       |             | Image manquante Téléverser                                           |
| Église Saint-Aubin de Charmes-la-Grande                                | Charmes-la-Grande                |         | 48° 23′ 04″ nord, 4° 59′ 33″ est |                |                                                                                       |             | Église Saint-Aubin de Charmes-la-Grande                              |
| Église Notre-Dame-en-son-Assomption de Chassigny                       | Chassigny                        |         | 47° 42′ 58″ nord, 5° 22′ 23″ est | « PA00078998 » | Classé MH                                                                             | 1941        | Église Notre-Dame-en-son-Assomption de Chassigny                     |
| Église Saint-Mammès de Chatenay-Vaudin                                 | Chatenay-Vaudin                  |         | 47° 51′ 09″ nord, 5° 26′ 43″ est |                |                                                                                       |             | Église Saint-Mammès de Chatenay-Vaudin                               |
| Église Saint-Brice de Chatonrupt                                       | Chatonrupt-Sommermont            |         | 48° 29′ 10″ nord, 5° 07′ 22″ est |                |                                                                                       |             | Église Saint-Brice de Chatonrupt                                     |
| Église Saint-Maurice de Sommermont                                     | Chatonrupt-Sommermont            |         | 48° 27′ 48″ nord, 5° 06′ 24″ est |                |                                                                                       |             | Église Saint-Maurice de Sommermont                                   |
| Église Saint-André de Chaudenay                                        | Chaudenay                        |         | 47° 49′ 19″ nord, 5° 30′ 01″ est |                |                                                                                       |             | Image manquante Téléverser                                           |
| Église Saint-Julien de Chauffourt                                      | Chauffourt                       |         | 47° 58′ 28″ nord, 5° 26′ 02″ est |                |                                                                                       |             | Image manquante Téléverser                                           |
| Basilique Saint Jean Baptiste de Chaumont                              | Chaumont                         |         | 48° 06′ 45″ nord, 5° 08′ 18″ est | « PA00079013 » | Classé MH                                                                             | 1862        | Basilique Saint Jean Baptiste de Chaumont                            |
| Église Saint-Martin de Brottes                                         | Chaumont                         |         | 48° 04′ 57″ nord, 5° 07′ 45″ est | « PA00079014 » | Inscrit MH Portail du 12s                                                             | 1925        | Église Saint-Martin de Brottes                                       |
| Église Saint-Aignan de Chaumont                                        | Chaumont                         |         | 48° 07′ 11″ nord, 5° 09′ 00″ est | « PA00079307 » | Inscrit MH                                                                            | 1992        | Église Saint-Aignan de Chaumont                                      |
| Église Notre-Dame-du-Rosaire de Chaumont                               | Chaumont                         |         | 48° 06′ 02″ nord, 5° 08′ 16″ est |                |                                                                                       |             | Image manquante Téléverser                                           |
| Église Saint-Martin de Chaumont-la-Ville                               | Chaumont-la-Ville                |         | 48° 08′ 43″ nord, 5° 38′ 57″ est |                |                                                                                       |             | Image manquante Téléverser                                           |
| Église Notre-Dame-de-la-Nativité de Sommeville                         | Chevillon                        |         | 48° 32′ 22″ nord, 5° 06′ 14″ est |                |                                                                                       |             | Église Notre-Dame-de-la-Nativité de Sommeville                       |
| Église Saint-Hilaire de Chevillon                                      | Chevillon                        |         | 48° 31′ 44″ nord, 5° 08′ 06″ est |                |                                                                                       |             | Image manquante Téléverser                                           |
| Église Saint-Jean-Marie-Vianney de Breuil-sur-Marne                    | Chevillon                        |         | 48° 30′ 21″ nord, 5° 06′ 49″ est |                |                                                                                       |             | Image manquante Téléverser                                           |
| Église Notre-Dame-en-son-Assomption de Choilley                        | Choilley-Dardenay                |         | 47° 39′ 45″ nord, 5° 21′ 13″ est | « PA00079028 » | Inscrit MH                                                                            | 1927        | Image manquante Téléverser                                           |
| Église de l'Épiphanie-de-Notre-Seigneur de Dardenay                    | Choilley-Dardenay                |         | 47° 39′ 16″ nord, 5° 21′ 04″ est |                |                                                                                       |             | Image manquante Téléverser                                           |
| Église Notre-Dame-de-l'Assomption de Choiseul                          | Choiseul                         |         | 48° 03′ 30″ nord, 5° 34′ 09″ est | « PA00079029 » | Inscrit MH                                                                            | 1928        | Église Notre-Dame-de-l'Assomption de Choiseul                        |
| Église Notre-Dame-de-l'Assomption de Châteauvillain                    | Châteauvillain                   |         | 48° 02′ 06″ nord, 4° 55′ 09″ est | « PA00079003 » | Classé MH Façade ; Inscrit MH Eglise sauf façade classée                              | 1972 ; 1972 | Église Notre-Dame-de-l'Assomption de Châteauvillain                  |
| Église Notre-Dame-de-la-Nativité de Créancey                           | Châteauvillain                   |         | 48° 00′ 45″ nord, 4° 52′ 56″ est |                |                                                                                       |             | Image manquante Téléverser                                           |
| Église Notre-Dame-en-son-Assomption de Montribourg                     | Châteauvillain                   |         | 47° 59′ 47″ nord, 4° 55′ 32″ est |                |                                                                                       |             | Image manquante Téléverser                                           |
| Église Saint-Martin de Marmesse                                        | Châteauvillain                   |         | 48° 03′ 07″ nord, 4° 54′ 47″ est |                |                                                                                       |             | Image manquante Téléverser                                           |
| Église Saint-Siméon d'Essey-les-Ponts                                  | Châteauvillain                   |         | 48° 04′ 07″ nord, 4° 52′ 51″ est |                |                                                                                       |             | Image manquante Téléverser                                           |
| Église Saint-Pierre Saint-Paul de Chateauvillain                       | Châteauvillain                   |         | 48° 02′ 06″ nord, 4° 55′ 08″ est |                |                                                                                       |             | Image manquante Téléverser                                           |
| Église Sainte-Madeleine de Chézeaux                                    | Chézeaux                         |         | 47° 52′ 36″ nord, 5° 38′ 56″ est |                |                                                                                       |             | Image manquante Téléverser                                           |
| Église Saint-Sulpice de Morteau                                        | Cirey-lès-Mareilles              |         | 48° 13′ 24″ nord, 5° 18′ 42″ est | « PA52000029 » | Inscrit MH                                                                            | 2010        | Image manquante Téléverser                                           |
| Église Saint-Martin de Cirey-lès-Mareilles                             | Cirey-lès-Mareilles              |         | 48° 11′ 54″ nord, 5° 16′ 59″ est |                |                                                                                       |             | Église Saint-Martin de Cirey-lès-Mareilles                           |
| Église Saint-Pierre-ès-Liens de Cirey-sur-Blaise                       | Cirey-sur-Blaise                 |         | 48° 19′ 55″ nord, 4° 56′ 29″ est |                |                                                                                       |             | Église Saint-Pierre-ès-Liens de Cirey-sur-Blaise                     |
| Église Notre-Dame-de-la-Nativité de Cirfontaines-en-Azois              | Cirfontaines-en-Azois            |         | 48° 06′ 34″ nord, 4° 52′ 25″ est |                |                                                                                       |             | Image manquante Téléverser                                           |
| Église Saint-Pierre de Cirfontaines-en-Ornois                          | Cirfontaines-en-Ornois           |         | 48° 06′ 26″ nord, 4° 52′ 37″ est |                |                                                                                       |             | Image manquante Téléverser                                           |
| Église Saint-Thibaut de Clefmont                                       | Clefmont                         |         | 48° 05′ 47″ nord, 5° 30′ 48″ est | « PA00079031 » | Classé MH                                                                             | 1913        | Église Saint-Thibaut de Clefmont                                     |
| Église Saint-Pierre-ès-Liens de Clinchamp                              | Clinchamp                        |         | 48° 11′ 33″ nord, 5° 27′ 30″ est |                |                                                                                       |             | Image manquante Téléverser                                           |
| Église Notre-Dame-de-la-Nativité de Cohons                             | Cohons                           |         | 47° 47′ 19″ nord, 5° 20′ 33″ est |                |                                                                                       |             | Église Notre-Dame-de-la-Nativité de Cohons                           |
| Église de la Vierge-en-sa-Nativité de Coiffy-le-Bas                    | Coiffy-le-Bas                    |         | 47° 54′ 57″ nord, 5° 40′ 39″ est | « PA00079036 » | Inscrit MH Chœur                                                                      | 1927        | Image manquante Téléverser                                           |
| Église Notre-Dame-de-la-Nativité de Coiffy-le-Haut                     | Coiffy-le-Haut                   |         | 47° 54′ 22″ nord, 5° 41′ 41″ est |                |                                                                                       |             | Église Notre-Dame-de-la-Nativité de Coiffy-le-Haut                   |
| Église Saint-Laurent de Colmier-le-Bas                                 | Colmier-le-Bas                   |         | 47° 46′ 18″ nord, 4° 57′ 08″ est |                |                                                                                       |             | Église Saint-Laurent de Colmier-le-Bas                               |
| Église Sainte-Madeleine de Colmier-le-Haut                             | Colmier-le-Haut                  |         | 47° 46′ 50″ nord, 4° 57′ 57″ est |                |                                                                                       |             | Église Sainte-Madeleine de Colmier-le-Haut                           |
| Église Notre-Dame-de-l'Assomption de Colombey-les-Deux-Églises         | Colombey-les-Deux-Églises        |         | 48° 13′ 20″ nord, 4° 53′ 07″ est | « PA00079039 » | Classé MH La travée précédant le chœur avec ses bas-côtés et le sanctuaire circulaire | 1913        | Église Notre-Dame-de-l'Assomption de Colombey-les-Deux-Églises       |
| Église Saint-Michel de Blaise                                          | Colombey-les-Deux-Églises        |         | 48° 16′ 54″ nord, 4° 58′ 13″ est | « PA00079040 » | Inscrit MH Le chœur et le transept                                                    | 1925        | Église Saint-Michel de Blaise                                        |
| Église de la Nativité de Champcourt                                    | Colombey-les-Deux-Églises        |         | 48° 16′ 33″ nord, 4° 57′ 02″ est |                |                                                                                       |             | Église de la Nativité de Champcourt                                  |
| Église Notre-Dame-en-sa-Nativité d'Argentolles                         | Colombey-les-Deux-Églises        |         | 48° 15′ 00″ nord, 4° 52′ 55″ est |                |                                                                                       |             | Église Notre-Dame-en-sa-Nativité d'Argentolles                       |
| Église Sainte-Madeleine de Pratz                                       | Colombey-les-Deux-Églises        |         | 48° 14′ 39″ nord, 4° 53′ 48″ est |                |                                                                                       |             | Image manquante Téléverser                                           |
| Église Saint-Georges de Lavilleneuve-aux-Fresnes                       | Colombey-les-Deux-Églises        |         | 48° 13′ 16″ nord, 4° 50′ 41″ est |                |                                                                                       |             | Image manquante Téléverser                                           |
| Église Saint-Nicolas de Lamothe-en-Blaisy                              | Colombey-les-Deux-Églises        |         | 48° 14′ 25″ nord, 4° 56′ 42″ est |                |                                                                                       |             | Église Saint-Nicolas de Lamothe-en-Blaisy                            |
| Église Saint-Pierre-Saint-Paul de Biernes                              | Colombey-les-Deux-Églises        |         | 48° 15′ 44″ nord, 4° 54′ 54″ est |                |                                                                                       |             | Église Saint-Pierre-Saint-Paul de Biernes                            |
| Église Saint-Remy de Harricourt                                        | Colombey-les-Deux-Églises        |         | 48° 16′ 20″ nord, 4° 55′ 10″ est |                |                                                                                       |             | Église Saint-Remy de Harricourt                                      |
| Église Saint-Vallier de Condes                                         | Condes                           |         | 48° 08′ 36″ nord, 5° 08′ 40″ est |                |                                                                                       |             | Église Saint-Vallier de Condes                                       |
| Église Saint-Pierre de Consigny                                        | Consigny                         |         | 48° 10′ 02″ nord, 5° 25′ 00″ est |                |                                                                                       |             | Image manquante Téléverser                                           |
| Église Saint-Pierre de Coublanc                                        | Coublanc                         |         | 47° 41′ 32″ nord, 5° 27′ 47″ est | « PA00135313 » | Inscrit MH                                                                            | 1995        | Église Saint-Pierre de Coublanc                                      |
| Église Saint-Vincent de Coupray                                        | Coupray                          |         | 47° 58′ 31″ nord, 4° 56′ 35″ est |                |                                                                                       |             | Image manquante Téléverser                                           |
| Église Saint-Sulpice de Cour-l'Évêque                                  | Cour-l'Évêque                    |         | 47° 58′ 00″ nord, 4° 58′ 33″ est |                |                                                                                       |             | Église Saint-Sulpice de Cour-l'Évêque                                |
| Église Saint-Didier de Courcelles-en-Montagne                          | Courcelles-en-Montagne           |         | 47° 50′ 16″ nord, 5° 13′ 20″ est |                |                                                                                       |             | Église Saint-Didier de Courcelles-en-Montagne                        |
| Église Sainte-Libère de Courcelles-sur-Blaise                          | Courcelles-sur-Blaise            |         | 48° 24′ 50″ nord, 4° 56′ 29″ est |                |                                                                                       |             | Image manquante Téléverser                                           |
| Église Saint-Georges de Culmont                                        | Culmont                          |         | 47° 49′ 12″ nord, 5° 26′ 25″ est |                |                                                                                       |             | Image manquante Téléverser                                           |
| Église Notre-Dame-de-la-Nativité de Curel                              | Curel                            |         | 48° 29′ 25″ nord, 5° 08′ 15″ est |                |                                                                                       |             | Image manquante Téléverser                                           |
| Église Notre-Dame-de-l'Immaculée-Conception de Curmont                 | Curmont                          |         | 48° 15′ 32″ nord, 4° 57′ 16″ est |                |                                                                                       |             | Image manquante Téléverser                                           |
| Église Sainte-Marthe de Percey-sous-Montormentier                      | Cusey                            |         | 47° 36′ 52″ nord, 5° 21′ 52″ est |                |                                                                                       |             | Image manquante Téléverser                                           |
| Église Saint-Julien de Cusey                                           | Cusey                            |         | 47° 37′ 46″ nord, 5° 20′ 23″ est |                |                                                                                       |             | Église Saint-Julien de Cusey                                         |
| Église Saint-Pierre de Montormentier                                   | Cusey                            |         | 47° 36′ 17″ nord, 5° 21′ 11″ est |                |                                                                                       |             | Image manquante Téléverser                                           |
| Église Saint-Éloi de Cuves                                             | Cuves                            |         | 48° 05′ 41″ nord, 5° 26′ 15″ est |                |                                                                                       |             | Image manquante Téléverser                                           |
| Église Saint-Louvent de Daillancourt                                   | Daillancourt                     |         | 48° 18′ 07″ nord, 4° 57′ 07″ est |                |                                                                                       |             | Église Saint-Louvent de Daillancourt                                 |
| Église Saint-Martin de Daillecourt                                     | Daillecourt                      |         | 48° 04′ 35″ nord, 5° 30′ 23″ est |                |                                                                                       |             | Image manquante Téléverser                                           |
| Église Saint-Martin de Dammartin-sur-Meuse                             | Dammartin-sur-Meuse              |         | 47° 58′ 43″ nord, 5° 34′ 35″ est |                |                                                                                       |             | Église Saint-Martin de Dammartin-sur-Meuse                           |
| Église Saint-Pierre-et-Saint-Paul de Dampierre                         | Dampierre                        |         | 47° 57′ 17″ nord, 5° 23′ 40″ est |                |                                                                                       |             | Église Saint-Pierre-et-Saint-Paul de Dampierre                       |
| Église Saint-Nicolas de Damrémont                                      | Damrémont                        |         | 47° 57′ 14″ nord, 5° 38′ 28″ est |                |                                                                                       |             | Image manquante Téléverser                                           |
| Église Saint-Pierre-ès-Liens de Dancevoir                              | Dancevoir                        |         | 47° 55′ 42″ nord, 4° 52′ 53″ est | « PA00079293 » | Inscrit MH                                                                            | 1990        | Église Saint-Pierre-ès-Liens de Dancevoir                            |
| Église Saint-Martin de Darmannes                                       | Darmannes                        |         | 48° 10′ 07″ nord, 5° 12′ 58″ est | « PA00079047 » | Classé MH                                                                             | 1932        | Église Saint-Martin de Darmannes                                     |
| Église Saint-Remy de Dinteville                                        | Dinteville                       |         | 48° 01′ 50″ nord, 4° 47′ 41″ est |                |                                                                                       |             | Image manquante Téléverser                                           |
| Église Saint-Benigne de Domblain                                       | Domblain                         |         | 48° 28′ 18″ nord, 4° 59′ 33″ est | « PA00079050 » | Classé MH                                                                             | 1992        | Église Saint-Benigne de Domblain                                     |
| Église Saint-Remi de Dommarien                                         | Dommarien                        |         | 47° 41′ 12″ nord, 5° 20′ 49″ est |                |                                                                                       |             | Image manquante Téléverser                                           |
| Église Saint-Martin de Dommartin-le-Franc                              | Dommartin-le-Franc               |         | 48° 25′ 39″ nord, 4° 57′ 45″ est |                |                                                                                       |             | Église Saint-Martin de Dommartin-le-Franc                            |
| Église Saint-Martin de Dommartin-le-Saint-Père                         | Dommartin-le-Saint-Père          |         | 48° 23′ 37″ nord, 4° 55′ 22″ est |                |                                                                                       |             | Image manquante Téléverser                                           |
| Église Saint-Remy de Domremy-Landéville                                | Domremy-Landéville               |         | 48° 21′ 35″ nord, 5° 15′ 00″ est |                |                                                                                       |             | Image manquante Téléverser                                           |
| Église Saint-Martin de Landéville                                      | Domremy-Landéville               |         | 48° 22′ 00″ nord, 5° 16′ 59″ est |                |                                                                                       |             | Image manquante Téléverser                                           |
| Église Saint-Maurice de Doncourt-sur-Meuse                             | Doncourt-sur-Meuse               |         | 48° 08′ 58″ nord, 5° 34′ 24″ est |                |                                                                                       |             | Église Saint-Maurice de Doncourt-sur-Meuse                           |
| Église Saint-Georges de Donjeux                                        | Donjeux                          |         | 48° 21′ 51″ nord, 5° 09′ 21″ est | « PA00079052 » | Inscrit MH                                                                            | 1926        | Image manquante Téléverser                                           |
| Église Saint-Martin de Doulaincourt                                    | Doulaincourt-Saucourt            |         | 48° 19′ 22″ nord, 5° 12′ 18″ est | « PA00079298 » | Inscrit MH                                                                            | 1990        | Église Saint-Martin de Doulaincourt                                  |
| Église Saint-Remy de Saucourt-sur-Rognon                               | Doulaincourt-Saucourt            |         | 48° 20′ 40″ nord, 5° 11′ 11″ est |                |                                                                                       |             | Église Saint-Remy de Saucourt-sur-Rognon                             |
| Église Saint-Louvent de Doulevant-le-Château                           | Doulevant-le-Château             |         | 48° 22′ 33″ nord, 4° 55′ 16″ est | « PA52000014 » | Inscrit MH                                                                            | 2000        | Église Saint-Louvent de Doulevant-le-Château                         |
| Église Saint-Nicolas de Villiers-aux-Chênes                            | Doulevant-le-Château             |         | 48° 22′ 18″ nord, 4° 53′ 56″ est |                |                                                                                       |             | Église Saint-Nicolas de Villiers-aux-Chênes                          |
| Église Saint-Louvent de Doulevant-le-Petit                             | Doulevant-le-Petit               |         | 48° 26′ 48″ nord, 4° 57′ 32″ est |                |                                                                                       |             | Église Saint-Louvent de Doulevant-le-Petit                           |
| Église Saint-Louvent de Doulevant-le-Petit                             | Doulevant-le-Petit               |         | 48° 26′ 48″ nord, 4° 57′ 32″ est |                |                                                                                       |             | Église Saint-Louvent de Doulevant-le-Petit                           |
| Église Notre-Dame-en-sa-Nativité d'Ecot-la-Combe                       | Ecot-la-Combe                    |         | 48° 12′ 28″ nord, 5° 22′ 54″ est |                |                                                                                       |             | Église Notre-Dame-en-sa-Nativité d'Ecot-la-Combe                     |
| Église Saint-Aignan d'Effincourt                                       | Effincourt                       |         | 48° 29′ 39″ nord, 5° 16′ 03″ est |                |                                                                                       |             | Image manquante Téléverser                                           |
| Église Saint-Léger d'Enfonvelle                                        | Enfonvelle                       |         | 47° 55′ 35″ nord, 5° 51′ 51″ est |                |                                                                                       |             | Église Saint-Léger d'Enfonvelle                                      |
| Église Saint-Jean-Baptiste d'Esnouveaux                                | Esnouveaux                       |         | 48° 07′ 34″ nord, 5° 21′ 04″ est |                |                                                                                       |             | Image manquante Téléverser                                           |
| Église Saint-Blaise d'Euffigneix                                       | Euffigneix                       |         | 48° 07′ 50″ nord, 5° 02′ 46″ est |                |                                                                                       |             | Église Saint-Blaise d'Euffigneix                                     |
| Église Notre-Dame-de-la-Nativité d'Eurville                            | Eurville-Bienville               |         | 48° 35′ 07″ nord, 5° 02′ 15″ est |                |                                                                                       |             | Image manquante Téléverser                                           |
| Église Sainte-Menehould de Bienville                                   | Eurville-Bienville               |         | 48° 34′ 20″ nord, 5° 02′ 44″ est |                |                                                                                       |             | Église Sainte-Menehould de Bienville                                 |
| Église Saint-Mathieu de Farincourt                                     | Farincourt                       |         | 47° 41′ 59″ nord, 5° 40′ 49″ est |                |                                                                                       |             | Église Saint-Mathieu de Farincourt                                   |
| Église Saint-Germain de Faverolles                                     | Faverolles                       |         | 47° 56′ 54″ nord, 5° 12′ 35″ est |                |                                                                                       |             | Image manquante Téléverser                                           |
| Ancienne église Notre-Dame-de-la-Nativité de Fayl-Billot               | Fayl-Billot                      |         | 47° 46′ 48″ nord, 5° 35′ 50″ est | « PA00079058 » | Classé MH                                                                             | 1942        | Ancienne église Notre-Dame-de-la-Nativité de Fayl-Billot             |
| Église Notre-Dame-de-la-Nativité de Broncourt                          | Fayl-Billot                      |         | 47° 45′ 45″ nord, 5° 39′ 37″ est |                |                                                                                       |             | Image manquante Téléverser                                           |
| Église Saint-Rémy de Charmoy                                           | Fayl-Billot                      |         | 47° 48′ 35″ nord, 5° 37′ 03″ est |                |                                                                                       |             | Image manquante Téléverser                                           |
| Église Notre-Dame-de-la-Nativité de Fayl-Billot                        | Fayl-Billot                      |         | 47° 46′ 56″ nord, 5° 35′ 52″ est |                |                                                                                       |             | Église Notre-Dame-de-la-Nativité de Fayl-Billot                      |
| Église Saint-Martin de Fays                                            | Fays                             |         | 48° 28′ 19″ nord, 5° 02′ 03″ est |                |                                                                                       |             | Église Saint-Martin de Fays                                          |
| Église Notre-Dame-de-l'Assomption de Lafolie                           | Ferrière-et-Lafolie              |         | 48° 24′ 35″ nord, 5° 05′ 03″ est |                |                                                                                       |             | Église Notre-Dame-de-l'Assomption de Lafolie                         |
| Église Saint-Jean-l'Évangéliste de Ferrière-et-Lafolie                 | Ferrière-et-Lafolie              |         | 48° 23′ 32″ nord, 5° 05′ 18″ est |                |                                                                                       |             | Image manquante Téléverser                                           |
| Église Saint-Isidore de Flagey                                         | Flagey                           |         | 47° 46′ 53″ nord, 5° 15′ 25″ est |                |                                                                                       |             | Église Saint-Isidore de Flagey                                       |
| Église Saint-Remi de Flammerécourt                                     | Flammerécourt                    |         | 48° 21′ 43″ nord, 5° 02′ 42″ est |                |                                                                                       |             | Image manquante Téléverser                                           |
| Église Saint-Louvent de Fontaines-sur-Marne                            | Fontaines-sur-Marne              |         | 48° 32′ 38″ nord, 5° 06′ 08″ est |                |                                                                                       |             | Image manquante Téléverser                                           |
| Église Saint-Remy de Forcey                                            | Forcey                           |         | 48° 08′ 58″ nord, 5° 21′ 28″ est |                |                                                                                       |             | Église Saint-Remy de Forcey                                          |
| Église Saint-Clément de Foulain                                        | Foulain                          |         | 48° 02′ 24″ nord, 5° 12′ 51″ est |                |                                                                                       |             | Église Saint-Clément de Foulain                                      |
| Église Saint-Martin de Crenay                                          | Foulain                          |         | 48° 01′ 22″ nord, 5° 09′ 53″ est |                |                                                                                       |             | Église Saint-Martin de Crenay                                        |
| Église Sainte-Madeleine de Frampas                                     | Frampas                          |         | 48° 31′ 06″ nord, 4° 49′ 29″ est |                |                                                                                       |             | Image manquante Téléverser                                           |
| Église Saint-Julien de Fresnes-sur-Apance                              | Fresnes-sur-Apance               |         | 47° 56′ 30″ nord, 5° 50′ 02″ est |                |                                                                                       |             | Église Saint-Julien de Fresnes-sur-Apance                            |
| Église Saint-Calixte de Buxières-lès-Froncles                          | Froncles                         |         | 48° 17′ 30″ nord, 5° 09′ 07″ est | « PA00079061 » | Inscrit MH Clocher                                                                    | 1925        | Image manquante Téléverser                                           |
| Église Saint-Joseph de Froncles                                        | Froncles                         |         | 48° 17′ 55″ nord, 5° 08′ 56″ est |                |                                                                                       |             | Image manquante Téléverser                                           |
| Église Notre-Dame-de-l'Assomption de Provenchères-sur-Marne            | Froncles                         |         | 48° 18′ 30″ nord, 5° 07′ 12″ est |                |                                                                                       |             | Image manquante Téléverser                                           |
| Église Saint-Lumier de Fronville                                       | Fronville                        |         | 48° 24′ 13″ nord, 5° 09′ 16″ est |                |                                                                                       |             | Image manquante Téléverser                                           |
| Église Saint-Barthélemy de Frécourt                                    | Frécourt                         |         | 47° 57′ 04″ nord, 5° 27′ 26″ est |                |                                                                                       |             | Église Saint-Barthélemy de Frécourt                                  |
| Église Saint-Pancrace de Genevrières                                   | Genevrières                      |         | 47° 43′ 16″ nord, 5° 36′ 28″ est |                |                                                                                       |             | Image manquante Téléverser                                           |
| Église Saint-Maurice de Germaines                                      | Germaines                        |         | 47° 47′ 54″ nord, 5° 01′ 52″ est |                |                                                                                       |             | Église Saint-Maurice de Germaines                                    |
| Église Saint-Félix de Germainvilliers                                  | Germainvilliers                  |         | 48° 06′ 59″ nord, 5° 38′ 50″ est |                |                                                                                       |             | Image manquante Téléverser                                           |
| Église Saint-Evre de Germay                                            | Germay                           |         | 48° 24′ 34″ nord, 5° 21′ 18″ est |                |                                                                                       |             | Église Saint-Evre de Germay                                          |
| Église Saint-Côme-et-Saint-Damien de Germisay                          | Germisay                         |         | 48° 23′ 49″ nord, 5° 21′ 26″ est |                |                                                                                       |             | Église Saint-Côme-et-Saint-Damien de Germisay                        |
| Église Saint-Gengoul de Giey-sur-Aujon                                 | Giey-sur-Aujon                   |         | 47° 54′ 19″ nord, 5° 04′ 06″ est | « PA00079063 » | Inscrit MH                                                                            | 1928        | Église Saint-Gengoul de Giey-sur-Aujon                               |
| Église Saint-Bénigne de Gillancourt                                    | Gillancourt                      |         | 48° 09′ 41″ nord, 4° 59′ 37″ est |                |                                                                                       |             | Image manquante Téléverser                                           |
| Église Saint-Martin de Gillaumé                                        | Gillaumé                         |         | 48° 28′ 17″ nord, 5° 20′ 06″ est |                |                                                                                       |             | Église Saint-Martin de Gillaumé                                      |
| Église Saint-Brice de Gilley                                           | Gilley                           |         | 47° 41′ 18″ nord, 5° 38′ 16″ est |                |                                                                                       |             | Image manquante Téléverser                                           |
| Église Saint-Élophe-et-Saint-Christophe de Graffigny-Chemin            | Graffigny-Chemin                 |         | 48° 10′ 08″ nord, 5° 37′ 37″ est |                |                                                                                       |             | Église Saint-Élophe-et-Saint-Christophe de Graffigny-Chemin          |
| Église Saint-Nicolas de Chemin                                         | Graffigny-Chemin                 |         | 48° 10′ 40″ nord, 5° 38′ 16″ est |                |                                                                                       |             | Église Saint-Nicolas de Chemin                                       |
| Église Saint-Martin de Grandchamp                                      | Grandchamp                       |         | 47° 43′ 24″ nord, 5° 27′ 02″ est |                |                                                                                       |             | Image manquante Téléverser                                           |
| Église Saint-Martin de Grenant                                         | Grenant                          |         | 47° 42′ 27″ nord, 5° 30′ 10″ est |                |                                                                                       |             | Église Saint-Martin de Grenant                                       |
| Église Saint-Gorgon de Gudmont-Villiers                                | Gudmont-Villiers                 |         | 48° 20′ 33″ nord, 5° 08′ 10″ est |                |                                                                                       |             | Image manquante Téléverser                                           |
| Église Saint-Maurice de Villiers-sur-Marne                             | Gudmont-Villiers                 |         | 48° 19′ 36″ nord, 5° 08′ 33″ est |                |                                                                                       |             | Image manquante Téléverser                                           |
| Église Notre-Dame-de-l'Assomption de Guindrecourt-aux-Ormes            | Guindrecourt-aux-Ormes           |         | 48° 27′ 33″ nord, 5° 02′ 06″ est |                |                                                                                       |             | Église Notre-Dame-de-l'Assomption de Guindrecourt-aux-Ormes          |
| Église Saint-Maurice de Guindrecourt-sur-Blaise                        | Guindrecourt-sur-Blaise          |         | 48° 17′ 47″ nord, 4° 58′ 28″ est |                |                                                                                       |             | Image manquante Téléverser                                           |
| Église Saint-Luc de Guyonvelle                                         | Guyonvelle                       |         | 47° 51′ 14″ nord, 5° 42′ 42″ est |                |                                                                                       |             | Image manquante Téléverser                                           |
| Église Saint-Martin d'Hallignicourt                                    | Hallignicourt                    |         | 48° 38′ 38″ nord, 4° 52′ 11″ est |                |                                                                                       |             | Image manquante Téléverser                                           |
| Église Saint-Germain d'Harréville-les-Chanteurs                        | Harréville-les-Chanteurs         |         | 48° 15′ 51″ nord, 5° 37′ 53″ est |                |                                                                                       |             | Église Saint-Germain d'Harréville-les-Chanteurs                      |
| Église de la Nativité-de-Notre-Dame de Montlandon                      | Haute-Amance                     |         | 47° 51′ 04″ nord, 5° 28′ 40″ est |                |                                                                                       |             | Image manquante Téléverser                                           |
| Église Saint-Didier d'Hortes                                           | Haute-Amance                     |         | 47° 50′ 28″ nord, 5° 33′ 09″ est |                |                                                                                       |             | Image manquante Téléverser                                           |
| Église Saint-Gengoulf de Rosoy-sur-Amance                              | Haute-Amance                     |         | 47° 49′ 55″ nord, 5° 31′ 35″ est |                |                                                                                       |             | Image manquante Téléverser                                           |
| Église Saint-Nicolas de Troischamps                                    | Haute-Amance                     |         | 47° 52′ 56″ nord, 5° 30′ 28″ est |                |                                                                                       |             | Image manquante Téléverser                                           |
| Église Saint-Remi d'Heuilley-le-Grand                                  | Heuilley-le-Grand                |         | 47° 45′ 18″ nord, 5° 23′ 30″ est |                |                                                                                       |             | Église Saint-Remi d'Heuilley-le-Grand                                |
| Église Saint-Martin d'Huilliécourt                                     | Huilliécourt                     |         | 48° 09′ 34″ nord, 5° 32′ 58″ est |                |                                                                                       |             | Église Saint-Martin d'Huilliécourt                                   |
| Église Saint-Hilaire d'Humberville                                     | Humberville                      |         | 48° 17′ 09″ nord, 5° 22′ 44″ est |                |                                                                                       |             | Image manquante Téléverser                                           |
| Église Saint-Martin d'Humbécourt                                       | Humbécourt                       |         | 48° 35′ 03″ nord, 4° 53′ 55″ est | « PA00079074 » | Inscrit MH Chœur et transept                                                          | 1925        | Église Saint-Martin d'Humbécourt                                     |
| Église Notre-Dame-de-l'Assomption de Jorquenay                         | Humes-Jorquenay                  |         | 47° 54′ 08″ nord, 5° 19′ 17″ est |                |                                                                                       |             | Image manquante Téléverser                                           |
| Église Saint-Vinebaud de Humes                                         | Humes-Jorquenay                  |         | 47° 54′ 12″ nord, 5° 17′ 58″ est |                |                                                                                       |             | Image manquante Téléverser                                           |
| Église Saint-Martin d'Hâcourt                                          | Hâcourt                          |         | 48° 09′ 49″ nord, 5° 34′ 30″ est |                |                                                                                       |             | Église Saint-Martin d'Hâcourt                                        |
| Église Saint-Martin d'Illoud                                           | Illoud                           |         | 48° 12′ 33″ nord, 5° 33′ 35″ est |                |                                                                                       |             | Église Saint-Martin d'Illoud                                         |
| Église Saint-Remy d'Is-en-Bassigny                                     | Is-en-Bassigny                   |         | 48° 01′ 52″ nord, 5° 26′ 48″ est | « PA00079075 » | Inscrit MH                                                                            | 1928        | Église Saint-Remy d'Is-en-Bassigny                                   |
| Église Notre-Dame-en-son-Assomption d'Isômes                           | Isômes                           |         | 47° 38′ 46″ nord, 5° 18′ 16″ est | « PA00079076 » | Classé MH                                                                             | 1840        | Église Notre-Dame-en-son-Assomption d'Isômes                         |
| Église Notre-Dame-de-la-Nativité de Joinville                          | Joinville                        |         | 48° 26′ 29″ nord, 5° 08′ 16″ est | « PA00079079 » | Inscrit MH                                                                            | 1925        | Église Notre-Dame-de-la-Nativité de Joinville                        |
| Église Notre-Dame-de-l'Assomption de Jonchery                          | Jonchery                         |         | 48° 08′ 11″ nord, 5° 05′ 08″ est |                |                                                                                       |             | Église Notre-Dame-de-l'Assomption de Jonchery                        |
| Église Notre-Dame-en-son-Assomption de Laharmand                       | Jonchery                         |         | 48° 09′ 39″ nord, 5° 05′ 32″ est |                |                                                                                       |             | Église Notre-Dame-en-son-Assomption de Laharmand                     |
| Église Saint-Martin de Sarcicourt                                      | Jonchery                         |         | 48° 09′ 29″ nord, 5° 03′ 42″ est |                |                                                                                       |             | Église Saint-Martin de Sarcicourt                                    |
| Église Sainte-Madeleine de Juzennecourt                                | Juzennecourt                     |         | 48° 11′ 05″ nord, 4° 58′ 48″ est |                |                                                                                       |             | Église Sainte-Madeleine de Juzennecourt                              |
| Église Saint-Barthélemy de La Genevroye                                | La Genevroye                     |         | 48° 16′ 42″ nord, 5° 03′ 19″ est |                |                                                                                       |             | Église Saint-Barthélemy de La Genevroye                              |
| Abbatiale Saint-Pierre-et-Saint-Paul de Montier-en-Der                 | La Porte du Der                  |         | 48° 28′ 40″ nord, 4° 46′ 18″ est | « PA00079153 » | Classé MH                                                                             | 1862        | Abbatiale Saint-Pierre-et-Saint-Paul de Montier-en-Der               |
| Église Saint-Barthélemy de Robert-Magny                                | La Porte du Der                  |         | 48° 27′ 41″ nord, 4° 50′ 48″ est | « PA00079203 » | Inscrit MH                                                                            | 1986        | Église Saint-Barthélemy de Robert-Magny                              |
| Église Saint-Michel de Lachapelle-en-Blaisy                            | Lachapelle-en-Blaisy             |         | 48° 12′ 05″ nord, 4° 58′ 03″ est | « PA00079083 » | Inscrit MH Chœur                                                                      | 1929        | Église Saint-Michel de Lachapelle-en-Blaisy                          |
| Église de l'Assomption de Lafauche                                     | Lafauche                         |         | 48° 17′ 48″ nord, 5° 29′ 57″ est |                |                                                                                       |             | Église de l'Assomption de Lafauche                                   |
| Église Saint-Pierre-ès-Liens de Laferté-sur-Amance                     | Laferté-sur-Amance               |         | 47° 50′ 01″ nord, 5° 41′ 46″ est | « PA00079085 » | Inscrit MH Chœur                                                                      | 1927        | Image manquante Téléverser                                           |
| Église Sainte-Marie-Madeleine de Laferté-sur-Aube                      | Laferté-sur-Aube                 |         | 48° 05′ 50″ nord, 4° 47′ 00″ est | « PA00079300 » | Inscrit MH                                                                            | 1990        | Image manquante Téléverser                                           |
| Église de l'Assomption-de-la-Vierge de Lamancine                       | Lamancine                        |         | 48° 12′ 32″ nord, 5° 06′ 52″ est |                |                                                                                       |             | Image manquante Téléverser                                           |
| Église Saint-Pierre-ès-Liens de Laneuvelle                             | Laneuvelle                       |         | 47° 55′ 25″ nord, 5° 40′ 22″ est |                |                                                                                       |             | Image manquante Téléverser                                           |
| Église Saint-Lumier de Laneuville-au-Pont                              | Laneuville-au-Pont               |         | 48° 37′ 47″ nord, 4° 51′ 33″ est |                |                                                                                       |             | Image manquante Téléverser                                           |
| Église de l'Assomption-de-Notre-Dame de Laneuville-à-Rémy              | Laneuville-à-Rémy                |         | 48° 28′ 23″ nord, 4° 52′ 58″ est |                |                                                                                       |             | Église de l'Assomption-de-Notre-Dame de Laneuville-à-Rémy            |
| Cathédrale Saint-Mammès de Langres                                     | Langres                          |         | 47° 51′ 51″ nord, 5° 20′ 07″ est | « PA00079088 » | Classé MH                                                                             | 1862        | Cathédrale Saint-Mammès de Langres                                   |
| Église Saint-Martin de Langres                                         | Langres                          |         | 47° 51′ 38″ nord, 5° 19′ 57″ est | « PA00079096 » | Classé MH                                                                             | 1977        | Église Saint-Martin de Langres                                       |
| Église de la Nativité-de-Notre-Dame de Brévoines                       | Langres                          |         | 47° 52′ 01″ nord, 5° 19′ 03″ est | « PA00079094 » | Inscrit MH                                                                            | 1925        | Image manquante Téléverser                                           |
| Église Saint-Didier de Langres                                         | Langres                          |         | 47° 51′ 53″ nord, 5° 20′ 00″ est | « PA00079095 » | Classé MH                                                                             | 1840        | Église Saint-Didier de Langres                                       |
| Église Saint-Gilles de Saint-Gilles                                    | Langres                          |         | 47° 52′ 33″ nord, 5° 20′ 31″ est |                |                                                                                       |             | Image manquante Téléverser                                           |
| Église Notre-Dame-de-Nazareth de Langres                               | Langres                          |         | 47° 51′ 11″ nord, 5° 19′ 54″ est |                |                                                                                       |             | Image manquante Téléverser                                           |
| Église Saint-Amatre de Langres                                         | Langres                          |         | 47° 51′ 37″ nord, 5° 20′ 03″ est |                |                                                                                       |             | Image manquante Téléverser                                           |
| Église Saint-Pierre-et-Saint-Paul de Corlée                            | Langres                          |         | 47° 50′ 23″ nord, 5° 21′ 47″ est |                |                                                                                       |             | Image manquante Téléverser                                           |
| Église Saint-Rémy de Lanques-sur-Rognon                                | Lanques-sur-Rognon               |         | 48° 05′ 16″ nord, 5° 22′ 12″ est | « PA00079130 » | Inscrit MH                                                                            | 1928        | Église Saint-Rémy de Lanques-sur-Rognon                              |
| Église Saint-Laurent de Lanty-sur-Aube                                 | Lanty-sur-Aube                   |         | 48° 01′ 25″ nord, 4° 46′ 16″ est |                |                                                                                       |             | Image manquante Téléverser                                           |
| Église Saint-Charles de Larivière                                      | Larivière-Arnoncourt             |         | 48° 01′ 19″ nord, 5° 43′ 04″ est |                |                                                                                       |             | Image manquante Téléverser                                           |
| Église Saint-Symphorien d'Arnoncourt                                   | Larivière-Arnoncourt             |         | 48° 00′ 00″ nord, 5° 41′ 59″ est |                |                                                                                       |             | Image manquante Téléverser                                           |
| Église Saint-Pierre-ès-Liens de Latrecey-Ormoy-sur-Aube                | Latrecey-Ormoy-sur-Aube          |         | 47° 59′ 06″ nord, 4° 51′ 26″ est | « PA00079301 » | Inscrit MH                                                                            | 1990        | Église Saint-Pierre-ès-Liens de Latrecey-Ormoy-sur-Aube              |
| Église Saint-Martin d'Ormoy-sur-Aube                                   | Latrecey-Ormoy-sur-Aube          |         | 48° 00′ 08″ nord, 4° 48′ 55″ est |                |                                                                                       |             | Église Saint-Martin d'Ormoy-sur-Aube                                 |
| Église Saint-Laurent de Lavernoy                                       | Lavernoy                         |         | 47° 55′ 09″ nord, 5° 34′ 07″ est |                |                                                                                       |             | Image manquante Téléverser                                           |
| Église Notre-Dame-de-l'Immaculée-Conception de Laville-aux-Bois        | Laville-aux-Bois                 |         | 48° 05′ 44″ nord, 5° 13′ 34″ est |                |                                                                                       |             | Église Notre-Dame-de-l'Immaculée-Conception de Laville-aux-Bois      |
| Église Saint-Denis de Lavilleneuve                                     | Lavilleneuve                     |         | 48° 02′ 21″ nord, 5° 30′ 32″ est | « PA00079041 » | Inscrit MH                                                                            | 1927        | Église Saint-Denis de Lavilleneuve                                   |
| Église de l'Assomption-de-Notre-Dame de Lavilleneuve-au-Roi            | Lavilleneuve-au-Roi              |         | 48° 09′ 37″ nord, 4° 55′ 35″ est |                |                                                                                       |             | Image manquante Téléverser                                           |
| Église Saint-Symphorien de Pouilly-en-Bassigny                         | Le Châtelet-sur-Meuse            |         | 47° 58′ 57″ nord, 5° 37′ 39″ est | « PA00079005 » | Classé MH                                                                             | 1913        | Église Saint-Symphorien de Pouilly-en-Bassigny                       |
| Église de l'Assomption-de-la-Sainte-Vierge de Beaucharmoy              | Le Châtelet-sur-Meuse            |         | 47° 59′ 10″ nord, 5° 39′ 49″ est |                |                                                                                       |             | Image manquante Téléverser                                           |
| Église Saint-Piat de Prauthoy                                          | Le Montsaugeonnais               |         | 47° 40′ 41″ nord, 5° 17′ 40″ est | « PA00078999 » | Classé MH                                                                             | 1913        | Église Saint-Piat de Prauthoy                                        |
| Église Notre-Dame-de-la-Nativité de Montsaugeon                        | Le Montsaugeonnais               |         | 47° 40′ 04″ nord, 5° 18′ 38″ est | « PA00079155 » | Inscrit MH                                                                            | 1926        | Église Notre-Dame-de-la-Nativité de Montsaugeon                      |
| Église Saint-Symphorien d'Aubigny                                      | Le Montsaugeonnais               |         | 47° 39′ 47″ nord, 5° 17′ 06″ est | « PA00079259 » | Classé MH                                                                             | 1914        | Église Saint-Symphorien d'Aubigny                                    |
| Église Notre-Dame-de-l'Immaculée-Conception de Vaux-sous-Aubigny       | Le Montsaugeonnais               |         | 47° 39′ 26″ nord, 5° 17′ 19″ est | « IA52000813 » |                                                                                       |             | Église Notre-Dame-de-l'Immaculée-Conception de Vaux-sous-Aubigny     |
| Église Saint-Jean du Pailly                                            | Le Pailly                        |         | 47° 47′ 28″ nord, 5° 24′ 53″ est |                |                                                                                       |             | Image manquante Téléverser                                           |
| Église Saint-Étienne de Chatoillenot                                   | Le Val-d'Esnoms                  |         | 47° 41′ 02″ nord, 5° 14′ 52″ est |                |                                                                                       |             | Image manquante Téléverser                                           |
| Église Saint-Michel de Courcelles-Val-d'Esnoms                         | Le Val-d'Esnoms                  |         | 47° 42′ 03″ nord, 5° 14′ 02″ est |                |                                                                                       |             | Image manquante Téléverser                                           |
| Église Saint-Valère d'Esnoms-au-Val                                    | Le Val-d'Esnoms                  |         | 47° 41′ 18″ nord, 5° 12′ 50″ est |                |                                                                                       |             | Image manquante Téléverser                                           |
| Église de la Vierge-en-sa-Nativité de Lecey                            | Lecey                            |         | 47° 51′ 47″ nord, 5° 26′ 20″ est |                |                                                                                       |             | Image manquante Téléverser                                           |
| Église Saint-Denis de Leffonds                                         | Leffonds                         |         | 47° 58′ 13″ nord, 5° 09′ 55″ est |                |                                                                                       |             | Église Saint-Denis de Leffonds                                       |
| Église Saint-Gaon des Loges                                            | Les Loges                        |         | 47° 47′ 02″ nord, 5° 29′ 21″ est |                |                                                                                       |             | Image manquante Téléverser                                           |
| Église de la Vierge-en-sa-Nativité de Leschères-sur-le-Blaiseron       | Leschères-sur-le-Blaiseron       |         | 48° 20′ 17″ nord, 5° 02′ 13″ est |                |                                                                                       |             | Image manquante Téléverser                                           |
| Église Saint-Barthélemy de Leuchey                                     | Leuchey                          |         | 47° 43′ 43″ nord, 5° 12′ 52″ est |                |                                                                                       |             | Église Saint-Barthélemy de Leuchey                                   |
| Église Saint-Martin de Leurville                                       | Leurville                        |         | 48° 19′ 44″ nord, 5° 23′ 09″ est |                |                                                                                       |             | Image manquante Téléverser                                           |
| Église Saint-Jean-Baptiste de Levécourt                                | Levécourt                        |         | 48° 08′ 25″ nord, 5° 33′ 45″ est |                |                                                                                       |             | Église Saint-Jean-Baptiste de Levécourt                              |
| Église Saint-Evre de Lezéville                                         | Lezéville                        |         | 48° 25′ 45″ nord, 5° 23′ 20″ est |                |                                                                                       |             | Église Saint-Evre de Lezéville                                       |
| Église Saint-Martin de Harméville                                      | Lezéville                        |         | 48° 26′ 27″ nord, 5° 20′ 18″ est |                |                                                                                       |             | Église Saint-Martin de Harméville                                    |
| Église Saint-Pierre de Laneuville-au-Bois                              | Lezéville                        |         | 48° 24′ 59″ nord, 5° 25′ 18″ est |                |                                                                                       |             | Image manquante Téléverser                                           |
| Église Saint-Remy de Liffol-le-Petit                                   | Liffol-le-Petit                  |         | 48° 17′ 57″ nord, 5° 31′ 29″ est |                |                                                                                       |             | Église Saint-Remy de Liffol-le-Petit                                 |
| Église Saint-Louvent de Longchamp                                      | Longchamp                        |         | 48° 07′ 44″ nord, 5° 26′ 22″ est |                |                                                                                       |             | Église Saint-Louvent de Longchamp                                    |
| Église Saint-Hilaire de Longeau                                        | Longeau-Percey                   |         | 47° 46′ 07″ nord, 5° 18′ 38″ est | « PA00079138 » | Inscrit MH Bas-relief et écu sculpté du 15s incorporé dans les parois de l'église     | 1925        | Image manquante Téléverser                                           |
| Église Notre-Dame-de-la-Nativité de Percey-le-Pautel                   | Longeau-Percey                   |         | 47° 45′ 28″ nord, 5° 19′ 06″ est |                |                                                                                       |             | Église Notre-Dame-de-la-Nativité de Percey-le-Pautel                 |
| Église Saint-Sulpice de Louvemont                                      | Louvemont                        |         | 48° 33′ 06″ nord, 4° 54′ 37″ est |                |                                                                                       |             | Église Saint-Sulpice de Louvemont                                    |
| Église Saint-Thomas-de-Cantorbéry de Louvières                         | Louvières                        |         | 48° 02′ 03″ nord, 5° 16′ 52″ est |                |                                                                                       |             | Église Saint-Thomas-de-Cantorbéry de Louvières                       |
| Église Saint-Gal de Luzy-sur-Marne                                     | Luzy-sur-Marne                   |         | 48° 03′ 26″ nord, 5° 11′ 10″ est | « PA00079141 » | Classé MH                                                                             | 1909        | Église Saint-Gal de Luzy-sur-Marne                                   |
| Église Saint-Maurice de Magneux                                        | Magneux                          |         | 48° 30′ 47″ nord, 5° 00′ 19″ est |                |                                                                                       |             | Image manquante Téléverser                                           |
| Église Saint-Martin de Maisoncelles                                    | Maisoncelles                     |         | 48° 07′ 52″ nord, 5° 31′ 45″ est |                |                                                                                       |             | Image manquante Téléverser                                           |
| Église Saint-Martin de Maizières                                       | Maizières                        |         | 48° 29′ 37″ nord, 5° 04′ 02″ est |                |                                                                                       |             | Image manquante Téléverser                                           |
| Église Saint-Clément de Maizières-sur-Amance                           | Maizières-sur-Amance             |         | 47° 49′ 29″ nord, 5° 36′ 35″ est | « PA00079143 » | Inscrit MH Statue en haut-relief située sur le contrefort nord-est du chœur           | 1926        | Image manquante Téléverser                                           |
| Église Saint-Loup de Malaincourt-sur-Meuse                             | Malaincourt-sur-Meuse            |         | 48° 09′ 13″ nord, 5° 35′ 50″ est |                |                                                                                       |             | Église Saint-Loup de Malaincourt-sur-Meuse                           |
| Église Notre-Dame-de-la-Nativité de Mandres-la-Côte                    | Mandres-la-Côte                  |         | 48° 03′ 42″ nord, 5° 20′ 04″ est |                |                                                                                       |             | Église Notre-Dame-de-la-Nativité de Mandres-la-Côte                  |
| Église Saint-Blaise de Manois                                          | Manois                           |         | 48° 16′ 34″ nord, 5° 21′ 28″ est | « PA00079144 » | Inscrit MH                                                                            | 1929        | Image manquante Téléverser                                           |
| Église Saint-Léger de Marac                                            | Marac                            |         | 47° 55′ 41″ nord, 5° 11′ 36″ est |                |                                                                                       |             | Image manquante Téléverser                                           |
| Église Saints-Pierre-et-Paul de Maranville                             | Maranville                       |         | 48° 08′ 02″ nord, 4° 52′ 00″ est |                |                                                                                       |             | Image manquante Téléverser                                           |
| Église Saint-Martin de Marbéville                                      | Marbéville                       |         | 48° 16′ 38″ nord, 5° 01′ 24″ est |                |                                                                                       |             | Église Saint-Martin de Marbéville                                    |
| Église Saint-Pierre-ès-Liens de Marcilly-en-Bassigny                   | Marcilly-en-Bassigny             |         | 47° 53′ 47″ nord, 5° 31′ 23″ est |                |                                                                                       |             | Image manquante Téléverser                                           |
| Église Notre-Dame-de-l'Assomption de Mardor                            | Mardor                           |         | 47° 53′ 15″ nord, 5° 12′ 16″ est |                |                                                                                       |             | Église Notre-Dame-de-l'Assomption de Mardor                          |
| Église Saint-Martin de Mareilles                                       | Mareilles                        |         | 48° 11′ 05″ nord, 5° 15′ 50″ est | « PA00079148 » | Inscrit MH Chœur                                                                      | 1928        | Image manquante Téléverser                                           |
| Église Saint-Martin de Marnay-sur-Marne                                | Marnay-sur-Marne                 |         | 48° 00′ 35″ nord, 5° 14′ 15″ est |                |                                                                                       |             | Image manquante Téléverser                                           |
| Église Notre-Dame-de-l'Assomption de Mathons                           | Mathons                          |         | 48° 25′ 06″ nord, 5° 02′ 40″ est | « PA00135314 » | Inscrit MH                                                                            | 1995        | Église Notre-Dame-de-l'Assomption de Mathons                         |
| Église Saint-Martin de Maâtz                                           | Maâtz                            |         | 47° 42′ 09″ nord, 5° 26′ 58″ est |                |                                                                                       |             | Image manquante Téléverser                                           |
| Église Saint-Remi de Melay                                             | Melay                            |         | 47° 53′ 30″ nord, 5° 48′ 33″ est |                |                                                                                       |             | Image manquante Téléverser                                           |
| Église Saint-Martin de Mennouveaux                                     | Mennouveaux                      |         | 48° 06′ 25″ nord, 5° 24′ 54″ est |                |                                                                                       |             | Image manquante Téléverser                                           |
| Église Saint-Pierre-es-Liens de Merrey                                 | Merrey                           |         | 48° 03′ 24″ nord, 5° 35′ 23″ est |                |                                                                                       |             | Image manquante Téléverser                                           |
| Église Saint-Rémi de Mertrud                                           | Mertrud                          |         | 48° 25′ 15″ nord, 4° 53′ 23″ est |                |                                                                                       |             | Image manquante Téléverser                                           |
| Église Saint-Pierre-Saint-Paul de Meures                               | Meures                           |         | 48° 11′ 35″ nord, 5° 03′ 51″ est |                |                                                                                       |             | Église Saint-Pierre-Saint-Paul de Meures                             |
| Église Saint-Gengoulph de Millières                                    | Millières                        |         | 48° 08′ 05″ nord, 5° 25′ 23″ est | « PA00079150 » | Inscrit MH Portail                                                                    | 1929        | Église Saint-Gengoulph de Millières                                  |
| Église Notre-Dame-en-sa-Nativité de Mirbel                             | Mirbel                           |         | 48° 17′ 24″ nord, 5° 02′ 35″ est |                |                                                                                       |             | Image manquante Téléverser                                           |
| Église de la Vierge-en-sa-Nativité de Montcharvot                      | Montcharvot                      |         | 47° 54′ 08″ nord, 5° 43′ 54″ est |                |                                                                                       |             | Image manquante Téléverser                                           |
| Église Saint-Martin de Montheries                                      | Montheries                       |         | 48° 10′ 08″ nord, 4° 54′ 37″ est |                |                                                                                       |             | Image manquante Téléverser                                           |
| Église Saint-Martin de Montot-sur-Rognon                               | Montot-sur-Rognon                |         | 48° 16′ 32″ nord, 5° 17′ 19″ est |                |                                                                                       |             | Église Saint-Martin de Montot-sur-Rognon                             |
| Église Sainte-Marguerite de Montreuil-sur-Blaise                       | Montreuil-sur-Blaise             |         | 48° 28′ 38″ nord, 4° 57′ 48″ est |                |                                                                                       |             | Image manquante Téléverser                                           |
| Église de la Nativité-de-la-Vierge de Montreuil-sur-Thonnance          | Montreuil-sur-Thonnance          |         | 48° 27′ 31″ nord, 5° 14′ 13″ est |                |                                                                                       |             | Image manquante Téléverser                                           |
| Église Saint-Pierre-ès-Liens de Morancourt                             | Morancourt                       |         | 48° 25′ 55″ nord, 5° 00′ 09″ est |                |                                                                                       |             | Église Saint-Pierre-ès-Liens de Morancourt                           |
| Église Saint-Amand de Morionvilliers                                   | Morionvilliers                   |         | 48° 22′ 12″ nord, 5° 24′ 49″ est |                |                                                                                       |             | Église Saint-Amand de Morionvilliers                                 |
| Église Saint-Gilbert de Mouilleron                                     | Mouilleron                       |         | 47° 41′ 32″ nord, 5° 06′ 33″ est |                |                                                                                       |             | Image manquante Téléverser                                           |
| Église Saint-Aubin de Moëslains                                        | Moëslains                        |         | 48° 37′ 14″ nord, 4° 53′ 45″ est |                |                                                                                       |             | Image manquante Téléverser                                           |
| Église Notre-Dame-en-sa-Nativité de Mussey-sur-Marne                   | Mussey-sur-Marne                 |         | 48° 22′ 45″ nord, 5° 08′ 58″ est | « PA00079156 » | Inscrit MH                                                                            | 1932        | Église Notre-Dame-en-sa-Nativité de Mussey-sur-Marne                 |
| Église Saint-Pierre-ès-Liens de Narcy                                  | Narcy                            |         | 48° 35′ 00″ nord, 5° 05′ 16″ est |                |                                                                                       |             | Église Saint-Pierre-ès-Liens de Narcy                                |
| Église de la Vierge-en-sa-Nativité de Neuilly-l'Evêque                 | Neuilly-l'Évêque                 |         | 47° 55′ 00″ nord, 5° 26′ 32″ est | « PA00079302 » | Inscrit MH                                                                            | 1990        | Image manquante Téléverser                                           |
| Église Saint-Pierre-Saint-Paul de Neuilly-sur-Suize                    | Neuilly-sur-Suize                |         | 48° 02′ 56″ nord, 5° 08′ 54″ est | « PA00079158 » | Inscrit MH                                                                            | 1928        | Image manquante Téléverser                                           |
| Église Saint-Genest de Neuvelle-lès-Voisey                             | Neuvelle-lès-Voisey              |         | 47° 52′ 02″ nord, 5° 47′ 29″ est | « PA00079159 » | Inscrit MH Chœur                                                                      | 1989        | Image manquante Téléverser                                           |
| Église Saint-Martin de Ninville                                        | Ninville                         |         | 48° 04′ 24″ nord, 5° 26′ 09″ est |                |                                                                                       |             | Image manquante Téléverser                                           |
| Église Saint-Germain de Nogent-le-Bas                                  | Nogent                           |         | 48° 01′ 24″ nord, 5° 20′ 07″ est | « PA00079162 » | Inscrit MH                                                                            | 1928        | Église Saint-Germain de Nogent-le-Bas                                |
| Église Notre-Dame-en-sa-Nativité de Donnemarie                         | Nogent                           |         | 48° 04′ 10″ nord, 5° 23′ 56″ est |                |                                                                                       |             | Église Notre-Dame-en-sa-Nativité de Donnemarie                       |
| Église Sainte-Barbe d'Essey-les-Eaux                                   | Nogent                           |         | 48° 03′ 18″ nord, 5° 24′ 50″ est |                |                                                                                       |             | Église Sainte-Barbe d'Essey-les-Eaux                                 |
| Église Saint-Jean de Nogent-Haut                                       | Nogent                           |         | 48° 01′ 33″ nord, 5° 20′ 32″ est |                |                                                                                       |             | Église Saint-Jean de Nogent-Haut                                     |
| Église Saint-Marcel d'Odival                                           | Nogent                           |         | 48° 01′ 36″ nord, 5° 22′ 02″ est |                |                                                                                       |             | Église Saint-Marcel d'Odival                                         |
| Église Saint-Christophe de Noidant-Chatenoy                            | Noidant-Chatenoy                 |         | 47° 47′ 41″ nord, 5° 22′ 33″ est |                |                                                                                       |             | Image manquante Téléverser                                           |
| Église Saint-Vallier de Noidant-le-Rocheux                             | Noidant-le-Rocheux               |         | 47° 49′ 48″ nord, 5° 15′ 19″ est | « PA00079163 » | Inscrit MH Chœur à deux travées                                                       | 1929        | Église Saint-Vallier de Noidant-le-Rocheux                           |
| Église Sainte-Colombe de Nomécourt                                     | Nomécourt                        |         | 48° 26′ 14″ nord, 5° 04′ 24″ est |                |                                                                                       |             | Église Sainte-Colombe de Nomécourt                                   |
| Église Saint-Félix de Noncourt-sur-le-Rongeant                         | Noncourt-sur-le-Rongeant         |         | 48° 25′ 08″ nord, 5° 14′ 44″ est |                |                                                                                       |             | Église Saint-Félix de Noncourt-sur-le-Rongeant                       |
| Église Saint-Hilaire de Noyers                                         | Noyers                           |         | 48° 03′ 35″ nord, 5° 29′ 16″ est |                |                                                                                       |             | Image manquante Téléverser                                           |
| Église Notre-Dame-en-sa-Nativité de Nully                              | Nully                            |         | 48° 21′ 57″ nord, 4° 48′ 23″ est | « PA00079165 » | Classé MH                                                                             | 1909        | Église Notre-Dame-en-sa-Nativité de Nully                            |
| Église Saint-Remy d'Occey                                              | Occey                            |         | 47° 36′ 47″ nord, 5° 16′ 24″ est |                |                                                                                       |             | Image manquante Téléverser                                           |
| Église Saint-Pierre-et-Saint-Paul d'Orbigny-au-Mont                    | Orbigny-au-Mont                  |         | 47° 52′ 55″ nord, 5° 27′ 09″ est | « PA00079168 » | Inscrit MH Chœur                                                                      | 1925        | Image manquante Téléverser                                           |
| Église Saint-Remy d'Orbigny-au-Val                                     | Orbigny-au-Val                   |         | 47° 53′ 03″ nord, 5° 26′ 04″ est | « PA00079169 » | Inscrit MH                                                                            | 1925        | Image manquante Téléverser                                           |
| Église Saint-Didier d'Orges                                            | Orges                            |         | 48° 04′ 54″ nord, 4° 55′ 39″ est |                |                                                                                       |             | Image manquante Téléverser                                           |
| Église Saint-André d'Ormancey                                          | Ormancey                         |         | 47° 54′ 25″ nord, 5° 10′ 58″ est |                |                                                                                       |             | Image manquante Téléverser                                           |
| Église Notre-Dame-en-sa-Nativité d'Ormoy-lès-Sexfontaines              | Ormoy-lès-Sexfontaines           |         | 48° 13′ 14″ nord, 5° 04′ 02″ est |                |                                                                                       |             | Église Notre-Dame-en-sa-Nativité d'Ormoy-lès-Sexfontaines            |
| Église Saint-André d'Orquevaux                                         | Orquevaux                        |         | 48° 18′ 01″ nord, 5° 24′ 00″ est |                |                                                                                       |             | Image manquante Téléverser                                           |
| Église Saint-Cyriaque d'Osne-le-Val                                    | Osne-le-Val                      |         | 48° 29′ 42″ nord, 5° 11′ 33″ est |                |                                                                                       |             | Image manquante Téléverser                                           |
| Église Saint-Didier d'Oudincourt                                       | Oudincourt                       |         | 48° 13′ 30″ nord, 5° 05′ 39″ est |                |                                                                                       |             | Église Saint-Didier d'Oudincourt                                     |
| Église Notre-Dame-en-sa-Nativité d'Outremécourt                        | Outremécourt                     |         | 48° 13′ 26″ nord, 5° 41′ 00″ est | « PA00079170 » | Inscrit MH                                                                            | 1964        | Église Notre-Dame-en-sa-Nativité d'Outremécourt                      |
| Église Saint-Amand d'Ozières                                           | Ozières                          |         | 48° 10′ 28″ nord, 5° 28′ 20″ est |                |                                                                                       |             | Église Saint-Amand d'Ozières                                         |
| Église Saint-Adrien de Palaiseul                                       | Palaiseul                        |         | 47° 46′ 12″ nord, 5° 24′ 44″ est |                |                                                                                       |             | Image manquante Téléverser                                           |
| Église Saint-Brice de Pansey                                           | Pansey                           |         | 48° 28′ 14″ nord, 5° 17′ 07″ est |                |                                                                                       |             | Image manquante Téléverser                                           |
| Église Notre-Dame-de-la-Nativité de Fresnoy-en-Bassigny                | Parnoy-en-Bassigny               |         | 48° 02′ 27″ nord, 5° 39′ 34″ est | « PA00079177 » | Inscrit MH                                                                            | 1925        | Image manquante Téléverser                                           |
| Église Saint-Evre de Paroy-sur-Saulx                                   | Paroy-sur-Saulx                  |         | 48° 30′ 42″ nord, 5° 15′ 32″ est |                |                                                                                       |             | Image manquante Téléverser                                           |
| Église Notre-Dame-de-l'Assomption de Peigney                           | Peigney                          |         | 47° 52′ 49″ nord, 5° 21′ 39″ est | « PA00079180 » | Inscrit MH Chœur                                                                      | 1927        | Église Notre-Dame-de-l'Assomption de Peigney                         |
| Église Saint-Sébastien de Perrancey                                    | Perrancey-les-Vieux-Moulins      |         | 47° 51′ 53″ nord, 5° 16′ 06″ est | « PA00079181 » | Inscrit MH                                                                            | 1925        | Église Saint-Sébastien de Perrancey                                  |
| Église Saint-Gervais-et-Saint-Protais de Vieux-Moulins                 | Perrancey-les-Vieux-Moulins      |         | 47° 50′ 56″ nord, 5° 15′ 29″ est |                |                                                                                       |             | Image manquante Téléverser                                           |
| Église Saint-Martin de Perrogney-les-Fontaines                         | Perrogney-les-Fontaines          |         | 47° 48′ 38″ nord, 5° 11′ 56″ est |                |                                                                                       |             | Église Saint-Martin de Perrogney-les-Fontaines                       |
| Église Saint-Martin de Perrusse                                        | Perrusse                         |         | 48° 05′ 49″ nord, 5° 28′ 58″ est |                |                                                                                       |             | Image manquante Téléverser                                           |
| Église Saint-Sébastien de Perthes                                      | Perthes                          |         | 48° 39′ 25″ nord, 4° 49′ 20″ est | « PA00079184 » | Classé MH                                                                             | 1909        | Église Saint-Sébastien de Perthes                                    |
| Église Saint-Bernard de Montesson                                      | Pierremont-sur-Amance            |         | 47° 49′ 05″ nord, 5° 40′ 21″ est |                |                                                                                       |             | Image manquante Téléverser                                           |
| Église de la Vierge-en-son-Assomption de Pierremont-sur-Amance         | Pierremont-sur-Amance            |         | 47° 47′ 50″ nord, 5° 39′ 31″ est |                |                                                                                       |             | Image manquante Téléverser                                           |
| Église Saints-Ferréol-et-Ferjeux de Pisseloup                          | Pisseloup                        |         | 47° 49′ 43″ nord, 5° 44′ 33″ est |                |                                                                                       |             | Image manquante Téléverser                                           |
| Église Saint-Simon-et-Saint-Jude de Planrupt                           | Planrupt                         |         | 48° 30′ 31″ nord, 4° 47′ 12″ est | « PA52000039 » | Inscrit MH                                                                            | 2016        | Église Saint-Simon-et-Saint-Jude de Planrupt                         |
| Église Saint-Éloi de Plesnoy                                           | Plesnoy                          |         | 47° 53′ 33″ nord, 5° 29′ 50″ est |                |                                                                                       |             | Image manquante Téléverser                                           |
| Église Notre-Dame-de-l'Assomption de Poinsenot                         | Poinsenot                        |         | 47° 42′ 42″ nord, 5° 00′ 16″ est |                |                                                                                       |             | Image manquante Téléverser                                           |
| Église Saint-Martin de Poinson-lès-Fayl                                | Poinson-lès-Fayl                 |         | 47° 45′ 08″ nord, 5° 36′ 57″ est | « PA00079186 » | Inscrit MH                                                                            | 1925        | Image manquante Téléverser                                           |
| Église Saint-Léger de Poinson-lès-Grancey                              | Poinson-lès-Grancey              |         | 47° 42′ 32″ nord, 4° 59′ 12″ est |                |                                                                                       |             | Église Saint-Léger de Poinson-lès-Grancey                            |
| Église Saint-Léger de Poinson-lès-Nogent                               | Poinson-lès-Nogent               |         | 47° 59′ 41″ nord, 5° 22′ 05″ est |                |                                                                                       |             | Image manquante Téléverser                                           |
| Église Saint-Loup de Poiseul                                           | Poiseul                          |         | 47° 55′ 17″ nord, 5° 29′ 19″ est |                |                                                                                       |             | Image manquante Téléverser                                           |
| Église Saint-Aignan de Poissons                                        | Poissons                         |         | 48° 25′ 21″ nord, 5° 13′ 14″ est | « PA00079189 » | Classé MH                                                                             | 1909        | Église Saint-Aignan de Poissons                                      |
| Église de l'Assomption-de-la-Vierge de Pont-la-Ville                   | Pont-la-Ville                    |         | 48° 04′ 58″ nord, 4° 53′ 28″ est |                |                                                                                       |             | Église de l'Assomption-de-la-Vierge de Pont-la-Ville                 |
| Église de la Nativité-de-la-Vierge de Poulangy                         | Poulangy                         |         | 48° 02′ 33″ nord, 5° 15′ 17″ est | « PA00079190 » | Classé MH                                                                             | 1913        | Église de la Nativité-de-la-Vierge de Poulangy                       |
| Église Saint-Remy de Praslay                                           | Praslay                          |         | 47° 44′ 28″ nord, 5° 06′ 20″ est |                |                                                                                       |             | Image manquante Téléverser                                           |
| Église Saint-Michel de Pressigny                                       | Pressigny                        |         | 47° 44′ 48″ nord, 5° 39′ 54″ est | « PA00079191 » | Inscrit MH Deux travées du chœur et chapelle du transept, avec leurs boiseries        | 1929        | Image manquante Téléverser                                           |
| Église Saint-Didier de Prez-sous-Lafauche                              | Prez-sous-Lafauche               |         | 48° 17′ 16″ nord, 5° 29′ 32″ est | « PA00079192 » | Inscrit MH                                                                            | 1925        | Église Saint-Didier de Prez-sous-Lafauche                            |
| Église Saint-Antoine de Rachecourt-Suzémont                            | Rachecourt-Suzémont              |         | 48° 27′ 22″ nord, 4° 57′ 54″ est |                |                                                                                       |             | Image manquante Téléverser                                           |
| Église de l'Ascension-de-Notre-Seigneur de Rachecourt-sur-Marne        | Rachecourt-sur-Marne             |         | 48° 31′ 28″ nord, 5° 06′ 10″ est |                |                                                                                       |             | Image manquante Téléverser                                           |
| Église Saint-Barthélemy de Rangecourt                                  | Rangecourt                       |         | 48° 02′ 38″ nord, 5° 29′ 13″ est |                |                                                                                       |             | Église Saint-Barthélemy de Rangecourt                                |
| Église Saint-Étienne de Rançonnières                                   | Rançonnières                     |         | 47° 56′ 08″ nord, 5° 33′ 29″ est |                |                                                                                       |             | Image manquante Téléverser                                           |
| Église Saint-Maurice de Rennepont                                      | Rennepont                        |         | 48° 08′ 53″ nord, 4° 51′ 22″ est |                |                                                                                       |             | Église Saint-Maurice de Rennepont                                    |
| Église Notre-Dame-en-son-Assomption de Reynel                          | Reynel                           |         | 48° 17′ 39″ nord, 5° 20′ 16″ est | « PA00079197 » | Inscrit MH Chœur                                                                      | 1928        | Image manquante Téléverser                                           |
| Église Notre-Dame-de-l'Assomption de Riaucourt                         | Riaucourt                        |         | 48° 10′ 34″ nord, 5° 09′ 02″ est |                |                                                                                       |             | Image manquante Téléverser                                           |
| Église Saint-Nicolas de Richebourg                                     | Richebourg                       |         | 48° 01′ 15″ nord, 5° 03′ 37″ est | « PA00079199 » | Inscrit MH                                                                            | 1925        | Église Saint-Nicolas de Richebourg                                   |
| Église Saint-Pierre-Saint-Paul de Rimaucourt                           | Rimaucourt                       |         | 48° 15′ 01″ nord, 5° 19′ 44″ est | « PA00079303 » | Inscrit MH                                                                            | 1990        | Église Saint-Pierre-Saint-Paul de Rimaucourt                         |
| Église Sainte-Marie de Longeville-sur-la-Laines                        | Rives Dervoises                  |         | 48° 27′ 18″ nord, 4° 41′ 18″ est | « PA00079308 » | Inscrit MH                                                                            | 1992        | Église Sainte-Marie de Longeville-sur-la-Laines                      |
| Église Notre-Dame-en-sa-Nativité de Puellemontier                      | Rives Dervoises                  |         | 48° 29′ 47″ nord, 4° 42′ 03″ est | « PA00079195 » | Classé MH                                                                             | 1992        | Église Notre-Dame-en-sa-Nativité de Puellemontier                    |
| Église Notre-Dame-de-l'Assomption de Droyes                            | Rives Dervoises                  |         | 48° 30′ 41″ nord, 4° 41′ 57″ est | « PA00079054 » | Classé MH                                                                             | 1914        | Église Notre-Dame-de-l'Assomption de Droyes                          |
| Église Saint-Martin de Louze                                           | Rives Dervoises                  |         | 48° 26′ 03″ nord, 4° 43′ 31″ est | « PA00079140 » | Classé MH                                                                             | 1990        | Image manquante Téléverser                                           |
| Église Saint-Mammès de Rivière-les-Fosses                              | Rivière-les-Fosses               |         | 47° 39′ 30″ nord, 5° 13′ 59″ est |                |                                                                                       |             | Église Saint-Mammès de Rivière-les-Fosses                            |
| Église de la Nativité-de-la-Vierge de Rivières-le-Bois                 | Rivières-le-Bois                 |         | 47° 44′ 12″ nord, 5° 26′ 32″ est | « PA00079202 » | Inscrit MH Chapelle avec oculus et piscine du 16s                                     | 1925        | Image manquante Téléverser                                           |
| Église Sainte-Colombe de Buchey                                        | Rizaucourt-Buchey                |         | 48° 15′ 55″ nord, 4° 52′ 45″ est |                |                                                                                       |             | Église Sainte-Colombe de Buchey                                      |
| Église Notre-Dame-en-son-Assomption de Rizaucourt-Buchey               | Rizaucourt-Buchey                |         | 48° 16′ 44″ nord, 4° 52′ 00″ est |                |                                                                                       |             | Église Notre-Dame-en-son-Assomption de Rizaucourt-Buchey             |
| Église Notre-Dame-de-l'Immaculée-Conception de Rochefort-sur-la-Côte   | Rochefort-sur-la-Côte            |         | 48° 13′ 16″ nord, 5° 12′ 11″ est |                |                                                                                       |             | Église Notre-Dame-de-l'Immaculée-Conception de Rochefort-sur-la-Côte |
| Église Notre-Dame-en-sa-Nativité de Bettaincourt-sur-Rognon            | Roches-Bettaincourt              |         | 48° 18′ 21″ nord, 5° 15′ 08″ est |                |                                                                                       |             | Image manquante Téléverser                                           |
| Église Notre-Dame-en-sa-Nativité de Roches-sur-Rognon                  | Roches-Bettaincourt              |         | 48° 18′ 02″ nord, 5° 15′ 33″ est |                |                                                                                       |             | Image manquante Téléverser                                           |
| Église Saint-Martin de Roches-sur-Marne                                | Roches-sur-Marne                 |         | 48° 36′ 23″ nord, 5° 02′ 18″ est |                |                                                                                       |             | Image manquante Téléverser                                           |
| Église Saint-Rémy de Chameroy                                          | Rochetaillée                     |         | 47° 50′ 10″ nord, 5° 07′ 33″ est | « PA00079204 » | Inscrit MH                                                                            | 1925        | Image manquante Téléverser                                           |
| Église Saint-Jean-Baptiste de Rochetaillée                             | Rochetaillée                     |         | 47° 51′ 43″ nord, 5° 06′ 55″ est | « PA00079205 » | Inscrit MH Eglise, à l'exception de sa nef                                            | 1925        | Église Saint-Jean-Baptiste de Rochetaillée                           |
| Église Saint-Pierre-ès-Liens de Rolampont                              | Rolampont                        |         | 47° 57′ 02″ nord, 5° 17′ 09″ est | « PA00079211 » | Inscrit MH                                                                            | 1980        | Église Saint-Pierre-ès-Liens de Rolampont                            |
| Église de l'Assomption-de-Notre-Dame de Tronchoy                       | Rolampont                        |         | 47° 57′ 13″ nord, 5° 20′ 21″ est |                |                                                                                       |             | Image manquante Téléverser                                           |
| Église Saint-Gengoulf de Lannes                                        | Rolampont                        |         | 47° 56′ 27″ nord, 5° 19′ 28″ est |                |                                                                                       |             | Image manquante Téléverser                                           |
| Église Saint-Rémy de Charmoilles                                       | Rolampont                        |         | 47° 56′ 44″ nord, 5° 21′ 35″ est |                |                                                                                       |             | Église Saint-Rémy de Charmoilles                                     |
| Église Saint-Martin de Romain-sur-Meuse                                | Romain-sur-Meuse                 |         | 48° 10′ 23″ nord, 5° 32′ 07″ est |                |                                                                                       |             | Église Saint-Martin de Romain-sur-Meuse                              |
| Église Notre-Dame-de-l'Assomption de Rouelles                          | Rouelles                         |         | 47° 48′ 16″ nord, 5° 05′ 24″ est |                |                                                                                       |             | Église Notre-Dame-de-l'Assomption de Rouelles                        |
| Église de la Vierge-en-son-Assomption de Rougeux                       | Rougeux                          |         | 47° 48′ 39″ nord, 5° 34′ 56″ est |                |                                                                                       |             | Image manquante Téléverser                                           |
| Église Saint-Pierre-et-Saint-Paul de Rouvres-sur-Aube                  | Rouvres-sur-Aube                 |         | 47° 51′ 21″ nord, 4° 59′ 33″ est |                |                                                                                       |             | Image manquante Téléverser                                           |
| Église Saint-Martin de Rouvroy-sur-Marne                               | Rouvroy-sur-Marne                |         | 48° 21′ 26″ nord, 5° 08′ 53″ est |                |                                                                                       |             | Image manquante Téléverser                                           |
| Église Notre-Dame-de-l'Assomption dite aussi Sainte-Reine de Rouécourt | Rouécourt                        |         | 48° 19′ 36″ nord, 5° 04′ 05″ est |                |                                                                                       |             | Image manquante Téléverser                                           |
| Église Notre-Dame-de-l'Assomption de Rupt                              | Rupt                             |         | 48° 25′ 27″ nord, 5° 08′ 31″ est |                |                                                                                       |             | Église Notre-Dame-de-l'Assomption de Rupt                            |
| Église Saint-Maurice de Sailly                                         | Sailly                           |         | 48° 26′ 02″ nord, 5° 16′ 20″ est |                |                                                                                       |             | Église Saint-Maurice de Sailly                                       |
| Église de l'Assomption-de-la-Vierge de Saint-Blin                      | Saint-Blin                       |         | 48° 16′ 26″ nord, 5° 24′ 48″ est |                |                                                                                       |             | Église de l'Assomption-de-la-Vierge de Saint-Blin                    |
| Église Saint-Bénigne de Saint-Broingt-le-Bois                          | Saint-Broingt-le-Bois            |         | 47° 44′ 01″ nord, 5° 25′ 22″ est |                |                                                                                       |             | Image manquante Téléverser                                           |
| Église Saint-Bénigne de Saint-Broingt-les-Fosses                       | Saint-Broingt-les-Fosses         |         | 47° 42′ 49″ nord, 5° 16′ 24″ est |                |                                                                                       |             | Église Saint-Bénigne de Saint-Broingt-les-Fosses                     |
| Église Saint-Cyr-Sainte-Julitte de Saint-Ciergues                      | Saint-Ciergues                   |         | 47° 53′ 07″ nord, 5° 15′ 12″ est | « PA00079222 » | Inscrit MH                                                                            | 1925        | Église Saint-Cyr-Sainte-Julitte de Saint-Ciergues                    |
| Église Notre-Dame de Saint-Dizier                                      | Saint-Dizier                     |         | 48° 38′ 15″ nord, 4° 57′ 00″ est | « PA00079223 » | Inscrit MH                                                                            | 1990        | Église Notre-Dame de Saint-Dizier                                    |
| Église Saint-Martin de Gigny                                           | Saint-Dizier                     |         | 48° 38′ 15″ nord, 4° 57′ 00″ est | « PA00079224 » | Inscrit MH Portail                                                                    | 1974        | Église Saint-Martin de Gigny                                         |
| Église Saint-Martin de la Noue                                         | Saint-Dizier                     |         | 48° 38′ 13″ nord, 4° 56′ 09″ est | « PA00079226 » | Inscrit MH                                                                            | 1925        | Église Saint-Martin de la Noue                                       |
| Église Notre-Dame d'Hoëricourt                                         | Saint-Dizier                     |         | 48° 37′ 38″ nord, 4° 53′ 50″ est | « PA00079225 » | Inscrit MH                                                                            | 1925        | Église Notre-Dame d'Hoëricourt                                       |
| Église Saint-Charles de Marnaval                                       | Saint-Dizier                     |         | 48° 37′ 30″ nord, 4° 59′ 22″ est | « PA52000041 » | Inscrit MH                                                                            | 2022        | Église Saint-Charles de Marnaval                                     |
| Église Saint-Loup de Saint-Loup-sur-Aujon                              | Saint-Loup-sur-Aujon             |         | 47° 53′ 20″ nord, 5° 05′ 23″ est |                |                                                                                       |             | Image manquante Téléverser                                           |
| Église de la Nativité-de-Notre-Dame de Saint-Martin-lès-Langres        | Saint-Martin-lès-Langres         |         | 47° 53′ 23″ nord, 5° 15′ 49″ est |                |                                                                                       |             | Image manquante Téléverser                                           |
| Église Saint-Maurice de Saint-Maurice (Haute-Marne)                    | Saint-Maurice                    |         | 47° 50′ 45″ nord, 5° 24′ 31″ est |                |                                                                                       |             | Image manquante Téléverser                                           |
| Église Saint-Thiébault de Saint-Thiébault                              | Saint-Thiébault                  |         | 48° 12′ 02″ nord, 5° 34′ 42″ est | « PA00079234 » | Inscrit MH Portail du 12s                                                             | 1925        | Église Saint-Thiébault de Saint-Thiébault                            |
| Église Saint-Léger de Maconcourt                                       | Saint-Urbain-Maconcourt          |         | 48° 23′ 06″ nord, 5° 14′ 31″ est |                |                                                                                       |             | Image manquante Téléverser                                           |
| Église de l'abbaye Saint-Urbain de Saint-Urbain-Maconcourt             | Saint-Urbain-Maconcourt          |         | 48° 24′ 00″ nord, 5° 11′ 06″ est |                |                                                                                       |             | Image manquante Téléverser                                           |
| Église Saint-Vallier de Saint-Vallier-sur-Marne                        | Saint-Vallier-sur-Marne          |         | 47° 50′ 11″ nord, 5° 23′ 44″ est |                |                                                                                       |             | Église Saint-Vallier de Saint-Vallier-sur-Marne                      |
| Église Notre-Dame-en-son-Assomption de Balesmes-sur-Marne              | Saints-Geosmes                   |         | 47° 49′ 15″ nord, 5° 22′ 24″ est | « PA00078946 » | Classé MH                                                                             | 1909        | Image manquante Téléverser                                           |
| Église des Trois-Jumeaux de Saints-Geosmes                             | Saints-Geosmes                   |         | 47° 49′ 50″ nord, 5° 19′ 42″ est | « PA00079232 » | Classé MH Crypte ; Classé MH Reste de l'église                                        | 1892 ; 1909 | Église des Trois-Jumeaux de Saints-Geosmes                           |
| Église Saint-Saturnin de Sarcey                                        | Sarcey                           |         | 48° 03′ 20″ nord, 5° 18′ 17″ est |                |                                                                                       |             | Église Saint-Saturnin de Sarcey                                      |
| Église Saint-Maurice de Sarrey                                         | Sarrey                           |         | 48° 00′ 16″ nord, 5° 25′ 45″ est | « PA00079237 » | Inscrit MH                                                                            | 1927        | Église Saint-Maurice de Sarrey                                       |
| Église Saint-Félix de Saudron                                          | Saudron                          |         | 48° 29′ 27″ nord, 5° 19′ 52″ est |                |                                                                                       |             | Église Saint-Félix de Saudron                                        |
| Église Saint-Symphorien de Saulles                                     | Saulles                          |         | 47° 42′ 34″ nord, 5° 31′ 05″ est |                |                                                                                       |             | Image manquante Téléverser                                           |
| Église Saint-Jacques de Saulxures                                      | Saulxures                        |         | 47° 57′ 20″ nord, 5° 35′ 11″ est |                |                                                                                       |             | Image manquante Téléverser                                           |
| Église Saint-Maurice de Savigny                                        | Savigny                          |         | 47° 42′ 59″ nord, 5° 38′ 47″ est |                |                                                                                       |             | Église Saint-Maurice de Savigny                                      |
| Église Saint-Martin de Semilly                                         | Semilly                          |         | 48° 15′ 33″ nord, 5° 27′ 35″ est | « PA00079218 » | Inscrit MH                                                                            | 1926        | Image manquante Téléverser                                           |
| Église Saint-Didier de Montsaon                                        | Semoutiers-Montsaon              |         | 48° 05′ 03″ nord, 5° 02′ 08″ est |                |                                                                                       |             | Église Saint-Didier de Montsaon                                      |
| Église Saint-Pierre-ès-Liens de Semoutiers-Montsaon                    | Semoutiers-Montsaon              |         | 48° 03′ 37″ nord, 5° 03′ 22″ est |                |                                                                                       |             | Église Saint-Pierre-ès-Liens de Semoutiers-Montsaon                  |
| Église Saint-Blaise de Serqueux                                        | Serqueux                         |         | 47° 59′ 30″ nord, 5° 44′ 20″ est | « PA00079239 » | Inscrit MH                                                                            | 1988        | Église Saint-Blaise de Serqueux                                      |
| Église Notre-Dame-de-l'Assomption de Sexfontaines                      | Sexfontaines                     |         | 48° 12′ 04″ nord, 5° 02′ 16″ est |                |                                                                                       |             | Église Notre-Dame-de-l'Assomption de Sexfontaines                    |
| Église Saint-Valllier de Signéville                                    | Signéville                       |         | 48° 16′ 02″ nord, 5° 16′ 33″ est |                |                                                                                       |             | Image manquante Téléverser                                           |
| Église Saint-Félix-Saint-Angebert de Silvarouvres                      | Silvarouvres                     |         | 48° 03′ 40″ nord, 4° 47′ 11″ est |                |                                                                                       |             | Image manquante Téléverser                                           |
| Église Saint-Bénigne de Sommancourt                                    | Sommancourt                      |         | 48° 30′ 14″ nord, 5° 02′ 06″ est |                |                                                                                       |             | Église Saint-Bénigne de Sommancourt                                  |
| Église Saint-Gérard de Sommerécourt                                    | Sommerécourt                     |         | 48° 13′ 40″ nord, 5° 39′ 45″ est |                |                                                                                       |             | Église Saint-Gérard de Sommerécourt                                  |
| Église Saint-Pierre de Sommevoire                                      | Sommevoire                       |         | 48° 24′ 38″ nord, 4° 50′ 24″ est | « PA00079244 » | Inscrit MH                                                                            | 1971        | Image manquante Téléverser                                           |
| Église Notre-Dame de Sommevoire                                        | Sommevoire                       |         | 48° 24′ 42″ nord, 4° 50′ 28″ est | « PA00079243 » | Classé MH                                                                             | 1909        | Église Notre-Dame de Sommevoire                                      |
| Église Sainte-Barbe de Rozières                                        | Sommevoire                       |         | 48° 25′ 13″ nord, 4° 49′ 08″ est |                |                                                                                       |             | Image manquante Téléverser                                           |
| Église Saint-Martin de Soncourt-sur-Marne                              | Soncourt-sur-Marne               |         | 48° 15′ 09″ nord, 5° 06′ 57″ est |                |                                                                                       |             | Image manquante Téléverser                                           |
| Église Saint-Léger de Soulaucourt-sur-Mouzon                           | Soulaucourt-sur-Mouzon           |         | 48° 11′ 56″ nord, 5° 40′ 49″ est |                |                                                                                       |             | Image manquante Téléverser                                           |
| Église Saint-Valbert de Soyers                                         | Soyers                           |         | 47° 52′ 08″ nord, 5° 41′ 36″ est |                |                                                                                       |             | Église Saint-Valbert de Soyers                                       |
| Église de la Sainte-Croix de Suzannecourt                              | Suzannecourt                     |         | 48° 26′ 42″ nord, 5° 10′ 13″ est | « PA00079247 » | Inscrit MH Porche                                                                     | 1925        | Église de la Sainte-Croix de Suzannecourt                            |
| Église Saint-Claude de Ternat                                          | Ternat                           |         | 47° 54′ 22″ nord, 5° 07′ 38″ est |                |                                                                                       |             | Image manquante Téléverser                                           |
| Église Saint-Laurent de Thilleux                                       | Thilleux                         |         | 48° 26′ 18″ nord, 4° 48′ 06″ est |                |                                                                                       |             | Église Saint-Laurent de Thilleux                                     |
| Église Saint-Pierre de Thivet                                          | Thivet                           |         | 47° 59′ 31″ nord, 5° 17′ 19″ est |                |                                                                                       |             | Image manquante Téléverser                                           |
| Église Saint-Martin de Thol-lès-Millières                              | Thol-lès-Millières               |         | 48° 08′ 48″ nord, 5° 28′ 56″ est |                |                                                                                       |             | Église Saint-Martin de Thol-lès-Millières                            |
| Église Saint-Èvre de Thonnance-les-Moulins                             | Thonnance-les-Moulins            |         | 48° 24′ 38″ nord, 5° 17′ 33″ est | « PA00079254 » | Classé MH Peintures murales représentant la vie de Sainte-Colombe                     | 1965        | Église Saint-Èvre de Thonnance-les-Moulins                           |
| Église Sainte-Anne de Soulaincourt                                     | Thonnance-les-Moulins            |         | 48° 26′ 28″ nord, 5° 18′ 49″ est |                |                                                                                       |             | Image manquante Téléverser                                           |
| Église Sainte-Colombe de Bressoncourt                                  | Thonnance-les-Moulins            |         | 48° 25′ 48″ nord, 5° 21′ 03″ est |                |                                                                                       |             | Image manquante Téléverser                                           |
| Église Saint-Jean de Brouthières                                       | Thonnance-les-Moulins            |         | 48° 24′ 17″ nord, 5° 19′ 33″ est |                |                                                                                       |             | Église Saint-Jean de Brouthières                                     |
| Église Saint-Didier de Thonnance-lès-Joinville                         | Thonnance-lès-Joinville          |         | 48° 27′ 19″ nord, 5° 10′ 24″ est |                |                                                                                       |             | Église Saint-Didier de Thonnance-lès-Joinville                       |
| Église Saint-Martin de Torcenay                                        | Torcenay                         |         | 47° 48′ 54″ nord, 5° 27′ 57″ est |                |                                                                                       |             | Église Saint-Martin de Torcenay                                      |
| Église Saint-Loup de Tornay                                            | Tornay                           |         | 47° 42′ 02″ nord, 5° 36′ 16″ est |                |                                                                                       |             | Église Saint-Loup de Tornay                                          |
| Église Notre-Dame-de-l'Assomption de Treix                             | Treix                            |         | 48° 08′ 49″ nord, 5° 11′ 15″ est |                |                                                                                       |             | Église Notre-Dame-de-l'Assomption de Treix                           |
| Église Saint-Gervais-et-Saint-Protais de Villiers-aux-Bois             | Troisfontaines-la-Ville          |         | 48° 32′ 38″ nord, 4° 58′ 49″ est |                |                                                                                       |             | Image manquante Téléverser                                           |
| Église Saint-Julien de Flornoy                                         | Troisfontaines-la-Ville          |         | 48° 31′ 29″ nord, 4° 59′ 35″ est |                |                                                                                       |             | Église Saint-Julien de Flornoy                                       |
| Église Saint-Martin d'Avrainville                                      | Troisfontaines-la-Ville          |         | 48° 31′ 52″ nord, 5° 02′ 53″ est |                |                                                                                       |             | Image manquante Téléverser                                           |
| Église Saint-Martin de Troisfontaines-la-Ville                         | Troisfontaines-la-Ville          |         | 48° 32′ 27″ nord, 5° 01′ 15″ est |                |                                                                                       |             | Image manquante Téléverser                                           |
| Église Saint-Martin de Trémilly                                        | Trémilly                         |         | 48° 21′ 58″ nord, 4° 46′ 59″ est | « PA00079166 » | Classé MH                                                                             | 1909        | Église Saint-Martin de Trémilly                                      |
| Église Notre-Dame-en-son-Assomption de Vaillant                        | Vaillant                         |         | 47° 42′ 37″ nord, 5° 09′ 16″ est |                |                                                                                       |             | Image manquante Téléverser                                           |
| Église Saint-Brice de Lénizeul                                         | Val-de-Meuse                     |         | 48° 03′ 13″ nord, 5° 32′ 43″ est | « PA00079134 » | Inscrit MH Le portail                                                                 | 1929        | Église Saint-Brice de Lénizeul                                       |
| Église Saint-Èvre de Provenchères-sur-Meuse                            | Val-de-Meuse                     |         | 48° 00′ 35″ nord, 5° 31′ 46″ est | « PA00079193 » | Inscrit MH                                                                            | 1925        | Église Saint-Èvre de Provenchères-sur-Meuse                          |
| Église Sainte-Marie-Madeleine de Montigny-le-Roi                       | Val-de-Meuse                     |         | 47° 59′ 55″ nord, 5° 29′ 48″ est | « PA00079255 » | Inscrit MH Grille du 18s en fer forgé fermant le chœur                                | 1925        | Image manquante Téléverser                                           |
| Église Notre-Dame-de-l'Assomption de Lécourt                           | Val-de-Meuse                     |         | 48° 00′ 53″ nord, 5° 33′ 53″ est |                |                                                                                       |             | Image manquante Téléverser                                           |
| Église Saint-Christophe de Récourt                                     | Val-de-Meuse                     |         | 47° 57′ 32″ nord, 5° 30′ 12″ est |                |                                                                                       |             | Image manquante Téléverser                                           |
| Église Saint-Félix de Maulain                                          | Val-de-Meuse                     |         | 48° 01′ 05″ nord, 5° 35′ 12″ est |                |                                                                                       |             | Image manquante Téléverser                                           |
| Église Saint-Laurent de Meuse                                          | Val-de-Meuse                     |         | 47° 59′ 39″ nord, 5° 33′ 10″ est |                |                                                                                       |             | Église Saint-Laurent de Meuse                                        |
| Église Notre-Dame-de-l'Assomption d'Épinant                            | Val-de-Meuse                     |         | 47° 59′ 54″ nord, 5° 27′ 15″ est |                |                                                                                       |             | Image manquante Téléverser                                           |
| Église Saint-Pierre-et-Saint-Paul de Ravennefontaines                  | Val-de-Meuse                     |         | 48° 02′ 08″ nord, 5° 36′ 17″ est |                |                                                                                       |             | Image manquante Téléverser                                           |
| Église Saint-Pierre de Valcourt                                        | Valcourt                         |         | 48° 37′ 00″ nord, 4° 54′ 18″ est |                |                                                                                       |             | Image manquante Téléverser                                           |
| Église Saint-Lumier de Valleret                                        | Valleret                         |         | 48° 29′ 16″ nord, 5° 00′ 09″ est |                |                                                                                       |             | Église Saint-Lumier de Valleret                                      |
| Église Saint-Brice de Valleroy                                         | Valleroy                         |         | 47° 41′ 57″ nord, 5° 39′ 32″ est |                |                                                                                       |             | Image manquante Téléverser                                           |
| Église Saint-Pierre-Saint-Paul de Musseau                              | Vals-des-Tilles                  |         | 47° 42′ 25″ nord, 5° 06′ 42″ est | « PA00079257 » | Inscrit MH Deux travées du chœur et chapelle attenante au chœur                       | 1929        | Image manquante Téléverser                                           |
| Église Notre-Dame-de-l'Assomption de Villemervry                       | Vals-des-Tilles                  |         | 47° 40′ 45″ nord, 5° 03′ 56″ est | « PA00079258 » | Inscrit MH                                                                            | 1929        | Image manquante Téléverser                                           |
| Église Saint-Gilbert de Chalmessin                                     | Vals-des-Tilles                  |         | 47° 42′ 15″ nord, 5° 04′ 11″ est |                |                                                                                       |             | Image manquante Téléverser                                           |
| Église Saint-Martin de Lamargelle-aux-Bois                             | Vals-des-Tilles                  |         | 47° 42′ 08″ nord, 5° 02′ 48″ est |                |                                                                                       |             | Image manquante Téléverser                                           |
| Église Saint-Michel de Villemoron                                      | Vals-des-Tilles                  |         | 47° 40′ 10″ nord, 5° 06′ 11″ est |                |                                                                                       |             | Image manquante Téléverser                                           |
| Église Saint-Gengoulf de Varennes-sur-Amance                           | Varennes-sur-Amance              |         | 47° 53′ 46″ nord, 5° 37′ 16″ est | « PA00079250 » | Inscrit MH                                                                            | 1925        | Église Saint-Gengoulf de Varennes-sur-Amance                         |
| Église Saint-Hilaire de Vaudrecourt                                    | Vaudrecourt                      |         | 48° 12′ 25″ nord, 5° 39′ 02″ est |                |                                                                                       |             | Image manquante Téléverser                                           |
| Église Notre-Dame-de-l'Assomption de Vaudrémont                        | Vaudrémont                       |         | 48° 07′ 44″ nord, 4° 54′ 16″ est |                |                                                                                       |             | Image manquante Téléverser                                           |
| Église Saint-Jean de Vaux-sur-Blaise                                   | Vaux-sur-Blaise                  |         | 48° 28′ 15″ nord, 4° 58′ 25″ est |                |                                                                                       |             | Église Saint-Jean de Vaux-sur-Blaise                                 |
| Église Saint-Rémy de Vaux-sur-Saint-Urbain                             | Vaux-sur-Saint-Urbain            |         | 48° 22′ 34″ nord, 5° 12′ 31″ est |                |                                                                                       |             | Image manquante Téléverser                                           |
| Église Notre-Dame-de-la-Nativité de Vauxbons                           | Vauxbons                         |         | 47° 52′ 59″ nord, 5° 09′ 22″ est |                |                                                                                       |             | Image manquante Téléverser                                           |
| Église Saint-Remy de Vecqueville                                       | Vecqueville                      |         | 48° 27′ 29″ nord, 5° 08′ 30″ est |                |                                                                                       |             | Église Saint-Remy de Vecqueville                                     |
| Église Saint-Martin de Velles                                          | Velles                           |         | 47° 49′ 54″ nord, 5° 43′ 21″ est |                |                                                                                       |             | Image manquante Téléverser                                           |
| Église Notre-Dame-de-la-Nativité de Verbiesles                         | Verbiesles                       |         | 48° 04′ 11″ nord, 5° 11′ 12″ est |                |                                                                                       |             | Église Notre-Dame-de-la-Nativité de Verbiesles                       |
| Église Saint-Martin de Verseilles-le-Bas                               | Verseilles-le-Bas                |         | 47° 45′ 48″ nord, 5° 17′ 30″ est |                |                                                                                       |             | Église Saint-Martin de Verseilles-le-Bas                             |
| Église Notre-Dame-de-l'Assomption de Verseilles-le-Haut                | Verseilles-le-Haut               |         | 47° 46′ 11″ nord, 5° 17′ 55″ est |                |                                                                                       |             | Église Notre-Dame-de-l'Assomption de Verseilles-le-Haut              |
| Église Saint-Martin de Vesaignes-sous-Lafauche                         | Vesaignes-sous-Lafauche          |         | 48° 16′ 51″ nord, 5° 26′ 07″ est |                |                                                                                       |             | Église Saint-Martin de Vesaignes-sous-Lafauche                       |
| Église Saint-Jean-Baptiste de Vesaignes-sur-Marne                      | Vesaignes-sur-Marne              |         | 48° 00′ 04″ nord, 5° 15′ 48″ est |                |                                                                                       |             | Image manquante Téléverser                                           |
| Église de la Sainte-Trinité de Vesvres-sous-Chalancey                  | Vesvres-sous-Chalancey           |         | 47° 41′ 35″ nord, 5° 10′ 14″ est |                |                                                                                       |             | Image manquante Téléverser                                           |
| Église Saint-Julien de Vicq                                            | Vicq                             |         | 47° 55′ 27″ nord, 5° 36′ 06″ est |                |                                                                                       |             | Image manquante Téléverser                                           |
| Église Saint-Just de Vignes-la-Côte                                    | Vignes-la-Côte                   |         | 48° 16′ 08″ nord, 5° 18′ 20″ est |                |                                                                                       |             | Église Saint-Just de Vignes-la-Côte                                  |
| Église Saint-Étienne de Vignory                                        | Vignory                          |         | 48° 16′ 39″ nord, 5° 06′ 18″ est | « PA00079268 » | Classé MH                                                                             | 1846        | Église Saint-Étienne de Vignory                                      |
| Église Notre-Dame-de-la-Nativité de Santenoge                          | Villars-Santenoge                |         | 47° 44′ 22″ nord, 4° 59′ 28″ est | « PA00079270 » | Inscrit MH Chœur                                                                      | 1925        | Église Notre-Dame-de-la-Nativité de Santenoge                        |
| Église Notre-Dame-de-l'Assomption de Villars-Montroyer                 | Villars-Santenoge                |         | 47° 45′ 03″ nord, 4° 58′ 40″ est | « PA00079271 » | Inscrit MH                                                                            | 1925        | Image manquante Téléverser                                           |
| Église Saints-Félix-et-Augebert de Villars-en-Azois                    | Villars-en-Azois                 |         | 48° 04′ 02″ nord, 4° 44′ 42″ est |                |                                                                                       |             | Image manquante Téléverser                                           |
| Église Saint-Antoine de Ville-en-Blaisois                              | Ville-en-Blaisois                |         | 48° 26′ 26″ nord, 4° 57′ 38″ est |                |                                                                                       |             | Image manquante Téléverser                                           |
| Église Saint-Loup d'Heuilley-Cotton                                    | Villegusien-le-Lac               |         | 47° 46′ 23″ nord, 5° 21′ 52″ est | « PA00079073 » | Inscrit MH Chœur et clocher                                                           | 1925        | Église Saint-Loup d'Heuilley-Cotton                                  |
| Église Notre-Dame-de-l'Assomption de Piépape                           | Villegusien-le-Lac               |         | 47° 43′ 17″ nord, 5° 19′ 23″ est |                |                                                                                       |             | Image manquante Téléverser                                           |
| Église Saint-Denis de Villegusien-le-Lac                               | Villegusien-le-Lac               |         | 47° 44′ 13″ nord, 5° 19′ 06″ est |                |                                                                                       |             | Église Saint-Denis de Villegusien-le-Lac                             |
| Église Saint-Grégoire de Prangey                                       | Villegusien-le-Lac               |         | 47° 44′ 24″ nord, 5° 16′ 51″ est |                |                                                                                       |             | Image manquante Téléverser                                           |
| Église Saint-Michel de Saint-Michel (Haute-Marne)                      | Villegusien-le-Lac               |         | 47° 43′ 24″ nord, 5° 17′ 49″ est |                |                                                                                       |             | Image manquante Téléverser                                           |
| Église Saint-Remi de Villiers-en-Lieu                                  | Villiers-en-Lieu                 |         | 48° 39′ 59″ nord, 4° 54′ 02″ est | « PA00079277 » | Inscrit MH                                                                            | 1925        | Église Saint-Remi de Villiers-en-Lieu                                |
| Église Saint-Savinien de Villiers-le-Sec                               | Villiers-le-Sec                  |         | 48° 06′ 35″ nord, 5° 04′ 04″ est | « PA00079278 » | Inscrit MH Chœur et mur décoré de peintures à fresque                                 | 1928        | Église Saint-Savinien de Villiers-le-Sec                             |
| Église Notre-Dame de Villiers-lès-Aprey                                | Villiers-lès-Aprey               |         | 47° 44′ 59″ nord, 5° 12′ 42″ est |                |                                                                                       |             | Image manquante Téléverser                                           |
| Église Saint-Remy de Villiers-sur-Suize                                | Villiers-sur-Suize               |         | 47° 58′ 50″ nord, 5° 11′ 46″ est |                |                                                                                       |             | Église Saint-Remy de Villiers-sur-Suize                              |
| Église de la Vierge-en-sa-Nativité de Violot                           | Violot                           |         | 47° 45′ 53″ nord, 5° 26′ 28″ est |                |                                                                                       |             | Image manquante Téléverser                                           |
| Église Saint-Martin de Vitry-en-Montagne                               | Vitry-en-Montagne                |         | 47° 49′ 32″ nord, 5° 05′ 21″ est | « PA00079279 » | Inscrit MH Chœur, avec sa décoration                                                  | 1929        | Église Saint-Martin de Vitry-en-Montagne                             |
| Église Saint-Vallier de Vitry-lès-Nogent                               | Vitry-lès-Nogent                 |         | 47° 59′ 36″ nord, 5° 20′ 44″ est |                |                                                                                       |             | Image manquante Téléverser                                           |
| Église Notre-Dame-de-la-Nativité de Vivey                              | Vivey                            |         | 47° 44′ 03″ nord, 5° 03′ 59″ est |                |                                                                                       |             | Image manquante Téléverser                                           |
| Église Saint-Martin de Viéville                                        | Viéville                         |         | 48° 14′ 22″ nord, 5° 08′ 08″ est |                |                                                                                       |             | Image manquante Téléverser                                           |
| Église Saint-Luc de Voillecomte                                        | Voillecomte                      |         | 48° 30′ 17″ nord, 4° 52′ 10″ est | « PA00079283 » | Classé MH Tour                                                                        | 1906        | Église Saint-Luc de Voillecomte                                      |
| Église Notre-Dame-de-la-Nativité de Voisey                             | Voisey                           |         | 47° 53′ 06″ nord, 5° 46′ 52″ est | « PA00079286 » | Classé MH                                                                             | 1943        | Image manquante Téléverser                                           |
| Église Saint-Barthélemy de Vaux la Douce                               | Voisey                           |         | 47° 51′ 41″ nord, 5° 44′ 16″ est |                |                                                                                       |             | Image manquante Téléverser                                           |
| Église Notre-Dame-de-la-Nativité de Voisines                           | Voisines                         |         | 47° 51′ 35″ nord, 5° 11′ 00″ est | « PA00079287 » | Inscrit MH Portail                                                                    | 1925        | Église Notre-Dame-de-la-Nativité de Voisines                         |
| Église Saint-Hilaire de Vouécourt                                      | Vouécourt                        |         | 48° 16′ 02″ nord, 5° 08′ 13″ est |                |                                                                                       |             | Église Saint-Hilaire de Vouécourt                                    |
| Église Saint-Pierre-ès-Liens de Vraincourt                             | Vraincourt                       |         | 48° 14′ 28″ nord, 5° 07′ 32″ est |                |                                                                                       |             | Image manquante Téléverser                                           |
| Église Saint-Médard de Vroncourt-la-Côte                               | Vroncourt-la-Côte                |         | 48° 08′ 52″ nord, 5° 30′ 35″ est | « PA00079288 » | Inscrit MH Portail                                                                    | 1929        | Image manquante Téléverser                                           |
| Église Notre-Dame de Wassy                                             | Wassy                            |         | 48° 30′ 00″ nord, 4° 56′ 57″ est | « PA00079290 » | Classé MH                                                                             | 1875        | Église Notre-Dame de Wassy                                           |
| Église Saint-Memmie de Pont-Varin                                      | Wassy                            |         | 48° 30′ 50″ nord, 4° 54′ 58″ est |                |                                                                                       |             | Image manquante Téléverser                                           |
| Église Saint-Martin d'Échenay                                          | Échenay                          |         | 48° 27′ 42″ nord, 5° 18′ 44″ est |                |                                                                                       |             | Église Saint-Martin d'Échenay                                        |
| Église Saint-Laurent d'Éclaron                                         | Éclaron-Braucourt-Sainte-Livière |         | 48° 35′ 23″ nord, 4° 51′ 55″ est | « PA00079056 » | Classé MH                                                                             | 1909        | Église Saint-Laurent d'Éclaron                                       |
| Église Notre-Dame-en-son-Assomption de Braucourt                       | Éclaron-Braucourt-Sainte-Livière |         | 48° 32′ 07″ nord, 4° 48′ 54″ est | « PA00079055 » | Classé MH Nef et façade ouest avec la galerie de bois                                 | 1909        | Église Notre-Dame-en-son-Assomption de Braucourt                     |
| Église Sainte-Libaire de Sainte-Livière                                | Éclaron-Braucourt-Sainte-Livière |         | 48° 36′ 00″ nord, 4° 49′ 12″ est |                |                                                                                       |             | Église Sainte-Libaire de Sainte-Livière                              |
| Église Saint-Didier d'Épizon                                           | Épizon                           |         | 48° 22′ 40″ nord, 5° 20′ 58″ est |                |                                                                                       |             | Image manquante Téléverser                                           |
| Église Saint-Hubert d'Augeville                                        | Épizon                           |         | 48° 21′ 45″ nord, 5° 18′ 39″ est |                |                                                                                       |             | Image manquante Téléverser                                           |
| Église Saint-Nicolas de Pautaines                                      | Épizon                           |         | 48° 21′ 07″ nord, 5° 18′ 48″ est |                |                                                                                       |             | Image manquante Téléverser                                           |
| Église Saint-Remy de Bettoncourt-le-Haut                               | Épizon                           |         | 48° 22′ 30″ nord, 5° 18′ 09″ est |                |                                                                                       |             | Image manquante Téléverser                                           |

## Culteprotestant
| Église                                                | Commune      | Adresse | Coordonnées                      | Notice | Protection | Date | Illustration                                          |
| ----------------------------------------------------- | ------------ | ------- | -------------------------------- | ------ | ---------- | ---- | ----------------------------------------------------- |
| Temple de l'église réformée de France de Saint-Dizier | Saint-Dizier |         | à géolocaliser                   |        |            |      | Temple de l'église réformée de France de Saint-Dizier |
| Temple de Wassy                                       | Wassy        |         | 48° 29′ 56″ nord, 4° 56′ 58″ est |        |            |      | Image manquante Téléverser                            |